# Eurocopa 2016
La Eurocopa 2016 (oficialmente Campeonato Europeo de Fútbol de la UEFA 2016 o UEFA EURO 2016™) o simplemente Euro 2016 fue la decimoquinta edición del máximo torneo de selecciones nacionales pertenecientes a la Unión de Asociaciones Europeas de Fútbol (UEFA). Se celebró en Francia del 10 de junio al 10 de julio de 2016.
Francia fue elegida sede de la competencia el 28 de mayo de 2010, después de superar a las postulaciones de Italia y Turquía. Esta fue la tercera ocasión en que este país albergó el campeonato, ya que anteriormente había organizado las ediciones primera en el año 1960, y séptima en el año 1984.
A partir de esta edición el número de selecciones participantes en la fase final de la Eurocopa se vio incrementada de 16 a 24, con lo cual la fase de grupos se extiende de 4 a 6 grupos, y los clasificados a la fase de eliminación, de 8 a 16 equipos. Desde su creación la Eurocopa ha venido aumentando los equipos que participan en su fase final, la primera edición solo contó con la participación de 4 países, para Italia 1980 y en las tres ediciones siguientes fueron ocho países hasta que en Inglaterra 1996 se ampliaron a 16 los participantes, número que se mantuvo hasta Polonia y Ucrania 2012.
Portugal se proclamó campeón del torneo al derrotar en la final a la selección de Francia por un marcador de 1:0, gol marcado por Éder en la segunda parte de la prórroga de aquella final. De esta manera, Portugal obtuvo su primer título continental y completó su mejor participación en una Eurocopa tras el subcampeonato que consiguió en 2004. Por su parte, el anfitrión Francia volvió a llegar a una final europea desde aquella que ganó en 2000. Sin embargo, falló en el intento de conseguir la que hubiese sido su tercera Eurocopa y se quedó con el subcampeonato, primero de su historia.
En su calidad de campeona, Portugal participó como representante de la UEFA en la Copa Confederaciones Rusia 2017, obteniendo el tercer puesto.

## Elección del país anfitrión
Un día después de la reunión del Comité Ejecutivo de la UEFA,  realizada el 12 de diciembre de 2008 en Nyon, en la que se aprobaron las regulaciones de las candidaturas para la Eurocopa 2016, el ente rector del fútbol europeo inició el proceso de licitación para elegir al país anfitrión con la invitación a cualquiera de las 53 asociaciones miembro que estuvieran interesadas en organizar el torneo. Cinco federaciones nacionales hicieron llegar a la UEFA 4 ofertas antes de la fecha límite fijada para el 9 de marzo de 2009. Estas fueron: Francia, Italia, Turquía y la candidatura conjunta de Noruega y Suecia.
Conocidas las cuatro candidaturas, la UEFA inició la revisión de la elegibilidad de los postulantes sobre la base de los requisitos técnicos relativos a las infraestructuras necesarias y a la experiencia previa de las federaciones, ciudades y sedes en la organización de acontecimientos deportivos. Luego, el 3 de abril de 2009, se distribuyeron los requisitos y plantillas de las candidaturas, sobre la base de los cuales los candidatos elaboraron los expedientes de su oferta, los cuales tuvieron que ser presentados a la UEFA hasta el 15 de febrero de 2010.
Suecia y Noruega oficializaron su candidatura conjunta el 26 de febrero de 2009; sin embargo, en diciembre del mismo año, decidieron retirarse del proceso debido a la negativa de sus gobiernos a aportar el dinero necesario para financiar las obras de infraestructura.
Tras la retirada de Suecia y Noruega, los tres candidatos restantes, Francia, Italia y Turquía, presentaron sus candidaturas ante el Comité de Competiciones Nacionales de Equipos de la UEFA el 8 de febrero de 2010 en Nyon, Suiza; el 15 de febrero fueron oficializadas. Finalmente, siguió una etapa de visitas oficiales que se realizaron entre marzo y abril de 2010 en la que agentes de la UEFA viajaron a cada uno de los países aspirantes para examinar y preparar los informes de evaluación para el Comité de Competiciones de Selecciones Nacionales.
La elección se realizó el 28 de mayo de 2010 en el Espace Hippoméne, en Ginebra, Suiza. El mecanismo consistió en dos rondas de votación en las que los trece miembros del Comité Ejecutivo de la UEFA que se encontraban aptos para votar (dos representantes de Italia y uno de Turquía fueron impedidos de votar por ser de los países implicados) eligieron a la candidatura ganadora. Los procedimientos de votación en las dos rondas fueron de la siguiente manera:
- En la primera ronda los 13 votantes clasificaron a las 3 candidaturas como primero, segundo y tercero. La denominación de primero otorgaba 5 puntos, la denominación de segundo otorgaba 2 puntos y la de tercero 1 punto. El candidato con menor puntuación fue eliminado.
- En la segunda ronda los 13 votantes emitieron un voto simple y el candidato que obtuvo una mayoría simple ganó la elección.

Italia quedó eliminada en la primera ronda al obtener solo 23 puntos, mientras que Francia derrotó a Turquía en la segunda ronda al obtener 7 votos contra los 6 votos que recibieron los turcos. De esta manera, Francia fue elegida como sede de la Eurocopa 2016, siendo la tercera ocasión en que organizaría este torneo.

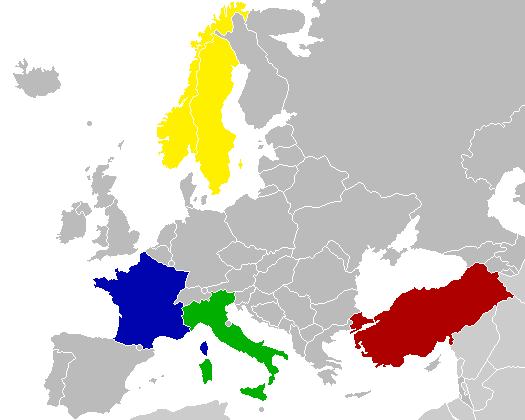
Países candidatos a ser sede de la Eurocopa 2016.

| Candidaturas oficiales para la Eurocopa 2016                               | Candidaturas oficiales para la Eurocopa 2016 | Votación           | Votación          |
| Países                                                                     | Eurocopas organizadas anteriormente          | Puntos (1.ª ronda) | Votos (2.ª ronda) |
| -------------------------------------------------------------------------- | -------------------------------------------- | ------------------ | ----------------- |
| Francia                                                                    | 1960 y 1984                                  | 43                 | 7                 |
| Turquía                                                                    | Ninguna                                      | 38                 | 6                 |
| Italia                                                                     | 1968 y 1980                                  | 23                 | –                 |
| Suecia y Noruega                                                           | Suecia en 1992, Noruega ninguna              | –                  | –                 |
| – Candidatura ganadora. – Candidatura desestimada. – Candidatura retirada. |                                              |                    |                   |
| Fecha de elección: 28 de mayo de 2010                                      |                                              |                    |                   |

### Requisitos para organizar el torneo
La organización conjunta por dos asociaciones miembro está autorizada, y en circunstancias excepcionales, la organización del torneo por parte de tres miembros también puede ser considerada factible. El proceso de licitación se inició oficialmente el 11 de diciembre de 2008.
La UEFA hizo público el reglamento de requisitos el 11 de diciembre de 2008. Para la edición de 2016, se necesitarán nueve estadios, junto a otros tres estadios opcionales.
La sugerencia de carácter temporal de los requisitos mínimos de los estadios es la siguiente:
- 2 estadios con 50.000 asientos / 5 estrellas de la UEFA
- 3 estadios con 40.000 asientos / 4 estrellas de la UEFA
- 4 estadios con 30.000 asientos

## Clasificación
La clasificación para la Eurocopa 2016 se inició el 7 de septiembre de 2014 y culminó el 17 de noviembre de 2015. En ella participaron 53 de las 54 asociaciones nacionales afiliadas a la UEFA. En este proceso clasificatorio la selección de Gibraltar hizo su debut en competiciones europeas luego de que la UEFA admitiera a la Asociación de Fútbol de Gibraltar como miembro con pleno derecho en mayo de 2013. La gran sorpresa se dio con la eliminación de la selección de fútbol de Países Bajos en esta clasificación, ubicándose en la cuarta casilla del grupo A, sin siquiera acceder a la repesca. Otras ausencias significativas fueron las de las selecciones de Dinamarca y Grecia , campeones en 1992 y 2004 respectivamente.
El torneo consistió en una fase de grupos en la que los 53 participantes fueron distribuidos en 9 grupos, 8 de ellos conformados por 6 equipos y uno conformado por 5 equipos. Los dos primeros de cada grupo, así como el mejor tercero, se clasificaron para la Eurocopa 2016, mientras que los 8 terceros restantes pasaron a disputar la fase de play-offs de donde salieron los cuatro últimos clasificados.
Francia se clasificó automáticamente por ser el país anfitrión; sin embargo, disputó partidos amistosos contra los 5 equipos que conformaron el grupo I. Estos partidos se jugaron en las mismas fechas en que se llevaron a cabo las jornadas de este grupo.
El sorteo de la etapa clasificatoria se realizó en el Palais des Congrès Acropolis de Niza, Francia, el 23 de febrero de 2014.

## Organización

### Sedes
La Federación de Fútbol de Francia (FFF) eligió diez ciudades anfitrionas: Burdeos, Lens, Lille, Lyon, Marsella, Niza, París, Saint-Denis, Saint-Etienne y Toulouse. Ocho de estas (a excepción de Lille y Niza) ya fueron sedes de la Copa Mundial de Fútbol de 1998.
Los estadios de nueva construcción para este torneo fueron el Parc Olympique Lyonnais (Lyon, inaugurado en 2016), el Estadio Matmut Atlantique (Burdeos, en 2015), el Allianz Riviera (Niza, en 2013) y el Estadio Pierre-Mauroy (Lille-Villeneuve d'Ascq, en 2012). El resto de los estadios fueron remodelados o renovados a excepción del Estadio de Francia (Saint-Denis), que fue inaugurado en 1998 con motivo del Mundial de Fútbol de ese año.
| Saint-Denis             | París                   | Lyon Marsella París Saint-Denis Lille Lens Saint-Étienne Niza Burdeos Toulouse | Lyon                    |
| Stade de France         | Parque de los Príncipes | Lyon Marsella París Saint-Denis Lille Lens Saint-Étienne Niza Burdeos Toulouse | Parc Olympique Lyonnais |
| Capacidad: 81 338       | Capacidad: 47 929       | Lyon Marsella París Saint-Denis Lille Lens Saint-Étienne Niza Burdeos Toulouse | Capacidad: 59 186       |
| Stade de France         | Parque de los Príncipes | Lyon Marsella París Saint-Denis Lille Lens Saint-Étienne Niza Burdeos Toulouse |                         |
| Marsella                | Lille                   | Lyon Marsella París Saint-Denis Lille Lens Saint-Étienne Niza Burdeos Toulouse | Lens                    |
| Stade Vélodrome         | Stade Pierre-Mauroy     | Lyon Marsella París Saint-Denis Lille Lens Saint-Étienne Niza Burdeos Toulouse | Stade Bollaert-Delelis  |
| Capacidad: 67 394       | Capacidad: 50 186       | Lyon Marsella París Saint-Denis Lille Lens Saint-Étienne Niza Burdeos Toulouse | Capacidad: 38 058       |
| Stade Vélodrome         | Stade Pierre-Mauroy     | Lyon Marsella París Saint-Denis Lille Lens Saint-Étienne Niza Burdeos Toulouse | Stade Bollaert-Delelis  |
| Burdeos                 | Saint-Étienne           | Toulouse                                                                       | Niza                    |
| Stade Matmut Atlantique | Stade Geoffroy-Guichard | Stade de Toulouse                                                              | Stade de Nice           |
| Capacidad: 42 115       | Capacidad: 41 965       | Capacidad: 33 150                                                              | Capacidad: 35 000       |
| Stade Matmut Atlantique | Stade Geoffroy-Guichard | Stadium Municipal                                                              | Stade de Nice           |

### Centros de entrenamiento de los equipos nacionales
Los "campamentos base" o también conocidos como "cuarteles", son los lugares de concentración y entrenamiento habituales de las diferentes selecciones a lo largo del campeonato. Estas sedes fueron el destino inicial para todos los equipos a su llegada a Francia. Los equipos entrenan y residen en estos lugares durante todo el torneo, viajando para cada partido a la ciudad en la que se celebra. 
Los centros base fueron anunciados el 2 de marzo de 2016:
| Equipo            | Centro base                 |
| ----------------- | --------------------------- |
| Albania           | Perros-Guirec               |
| Alemania          | Évian-les-Bains             |
| Austria           | Mallemort                   |
| Bélgica           | Bordeaux/Le Pian-Médoc      |
| Croacia           | Deauville/Cœur Côte Fleurie |
| Eslovaquia        | Vichy                       |
| España            | Saint-Martin-de-Ré          |
| Francia           | Clairefontaine-en-Yvelines  |
| Gales             | Dinard                      |
| Hungría           | Tourrettes                  |
| Inglaterra        | Chantilly                   |
| Irlanda           | Versalles                   |
| Irlanda del Norte | Saint-Georges-de-Reneins    |
| Islandia          | Annecy/Annecy-le-Vieux      |
| Italia            | Grammont/Montpellier        |
| Polonia           | La Baule-Escoublac          |
| Portugal          | Marcoussis                  |
| República Checa   | Tours                       |
| Rumania           | Orry-la-Ville               |
| Rusia             | Croissy-sur-Seine           |
| Suecia            | Saint-Nazaire/Pornichet     |
| Suiza             | Montpellier/Juvignac        |
| Turquía           | Saint-Cyr-sur-Mer           |
| Ucrania           | Aix-en-Provence             |

### Formato de competición
La Eurocopa 2016 se desarrolla dividida en dos fases: una primera fase de grupos y otra fase de eliminación.
En la fase de grupos las 24 selecciones participantes son divididas en 6 grupos de 4 equipos; cada equipo juega una vez contra los tres rivales de su grupo con un sistema de todos contra todos. Los equipos se clasifican en los grupos según los puntos obtenidos, que se otorgan de la siguiente manera:
- 3 puntos por partido ganado.
- 1 punto por partido empatado.
- 0 puntos por partido perdido.

Si dos o más equipos terminan sus partidos de la fase de grupos empatados a puntos, se aplican los siguientes criterios de desempate, en orden de aparición:
- Mayor número de puntos obtenidos en los partidos jugados entre los equipos en cuestión.
- Mejor diferencia de goles producto de los partidos jugados entre los equipos en cuestión.
- Mayor número de goles marcados en los partidos jugados entre los equipos en cuestión.

Si después de aplicar los tres criterios anteriores hay equipos que todavía mantienen la igualdad, los criterios 1 a 3 se vuelven a aplicar exclusivamente a los partidos jugados entre estos equipos para determinar su posición final. Si este procedimiento no conduce a una decisión, se aplican los siguientes cuatro criterios:
- Mejor diferencia de goles en todos los partidos de grupo.
- Mayor número de goles marcados en todos los partidos de grupo.
- La conducta Fair Play en todos los partidos de grupo (de acuerdo con lo definido en el Anexo C.5.1 del reglamento del torneo).
- Posición en el ranking de coeficientes de la UEFA con que se inició este torneo.

Si dos equipos que tienen la misma cantidad de puntos y el mismo número de goles marcados y encajados juegan entre sí el último partido de su grupo y terminan empatados al final del partido, su posición final en el grupo se determinará mediante tiros desde el punto de penalti siempre y cuando no haya equipos dentro del grupo que tengan los mismos puntos al final de los partidos. Si hay más de dos equipos con los mismos puntos se aplican los criterios mencionados anteriormente.
Al término de la fase de grupos los seis ganadores de grupo, los seis segundos lugares y los cuatro mejores terceros lugares se clasifican para la fase de eliminación para jugar los octavos de final. Para definir a los cuatro mejores terceros se elabora una tabla solo con los terceros lugares de cada grupo; estos equipos son clasificados bajo los siguientes criterios, en orden de aparición:
- Mayor número de puntos obtenidos.
- Mejor diferencia de goles.
- Mayor número de goles marcados.
- La conducta Fair Play en todos los partidos de grupo (de acuerdo con lo definido en el Anexo C.5.1 del reglamento del torneo).
- Posición en el ranking de coeficientes de la UEFA con que se inició este torneo.

La fase de eliminación consiste en los octavos de final, cuartos de final, semifinales y la final. Todos los partidos de la fase de eliminación se juegan con un sistema de eliminación directa. Si luego de los 90 minutos de tiempo de juego reglamentario no hay un ganador se procede a jugar un tiempo extra (prórroga) de dos periodos de 15 minutos cada uno. Si luego del tiempo extra el empate persiste se define al ganador mediante tiros desde el punto penal.
Los emparejamientos de los octavos de final fueron definidos de la siguiente manera:
- Partido 1: 2.º del grupo A vs 2.º del grupo C
- Partido 2: 1.º del grupo D vs 3.º del grupo B/E/F
- Partido 3: 1.º del grupo B vs 3.º del grupo A/C/D
- Partido 4: 1.º del grupo F vs 2.º del grupo E
- Partido 5: 1.º del grupo C vs 3.º del grupo A/B/F
- Partido 6: 1.º del grupo E vs 2.º del grupo D
- Partido 7: 1.º del grupo A vs 3.º del grupo C/D/E
- Partido 8: 2.º del grupo B vs 2.º del grupo F

Los emparejamientos de los partidos 2, 3, 5 y 7 dependen de quienes sean los terceros lugares que se clasifiquen a los octavos de final. La siguiente tabla muestra las diferentes opciones para definir a los rivales de los ganadores de los grupos A, B, C y D.
     – Combinación que se dio en esta edición.
| Si los 4 mejores terceros son de los grupos: | El 1.º del grupo A juega con: | El 1.º del grupo B juega con: | El 1.º del grupo C juega con: | El 1.º del grupo D juega con: |
| -------------------------------------------- | ----------------------------- | ----------------------------- | ----------------------------- | ----------------------------- |
| A, B, C y D                                  | 3.º del grupo C               | 3.º del grupo D               | 3.º del grupo A               | 3.° del grupo B               |
| A, B, C y E                                  | 3.° del grupo C               | 3.° del grupo A               | 3.° del grupo B               | 3.° del grupo E               |
| A, B, C y F                                  | 3.° del grupo C               | 3.° del grupo A               | 3.° del grupo B               | 3.° del grupo F               |
| A, B, D y E                                  | 3.° del grupo D               | 3.° del grupo A               | 3.° del grupo B               | 3.° del grupo E               |
| A, B, D y F                                  | 3.° del grupo D               | 3.° del grupo A               | 3.° del grupo B               | 3.° del grupo F               |
| A, B, E y F                                  | 3.° del grupo E               | 3.° del grupo A               | 3.° del grupo B               | 3.° del grupo F               |
| A, C, D y E                                  | 3.° del grupo C               | 3.° del grupo D               | 3.° del grupo A               | 3.° del grupo E               |
| A, C, D y F                                  | 3.° del grupo C               | 3.° del grupo D               | 3.° del grupo A               | 3.° del grupo F               |
| A, C, E y F                                  | 3.° del grupo C               | 3.° del grupo A               | 3.° del grupo F               | 3.° del grupo E               |
| A, D, E y F                                  | 3.º del grupo D               | 3.º del grupo A               | 3.º del grupo F               | 3.º del grupo E               |
| B, C, D y E                                  | 3.º del grupo C               | 3.º del grupo D               | 3.º del grupo B               | 3.º del grupo E               |
| B, C, D y F                                  | 3.º del grupo C               | 3.º del grupo D               | 3.º del grupo B               | 3.º del grupo F               |
| B, C, E y F                                  | 3.º del grupo E               | 3.º del grupo C               | 3.º del grupo B               | 3.º del grupo F               |
| B, D, E y F                                  | 3.º del grupo E               | 3.º del grupo D               | 3.º del grupo B               | 3.º del grupo F               |
| C, D, E y F                                  | 3.º del grupo C               | 3.º del grupo D               | 3.º del grupo F               | 3.° del grupo E               |

Los ocho ganadores de los octavos de final se clasifican para los cuartos de final. Los emparejamientos de los cuartos de final son definidos de la siguiente manera:
- Cuartos de final 1: Ganador partido 1 vs Ganador partido 2
- Cuartos de final 2: Ganador partido 3 vs Ganador partido 4
- Cuartos de final 3: Ganador partido 5 vs Ganador partido 6
- Cuartos de final 4: Ganador partido 7 vs Ganador partido 8

Los ganadores de los cuartos de final se clasifican para las semifinales. Los dos partidos de esta instancia se juegan de la siguiente manera:
- Semifinal 1: Ganador Cuartos de final 1 vs Ganador Cuartos de final 2
- Semifinal 2: Ganador Cuartos de final 3 vs Ganador Cuartos de final 4

Los dos ganadores de las semifinales se clasifican para la final, partido en el cual se determina el campeón del torneo.

### Calendario
Los días de inicio y fin del torneo fueron confirmados por la UEFA en mayo de 2013. El calendario de los partidos fue anunciado el 25 de abril de 2014.
| Fase             | Fechas                        |
| ---------------- | ----------------------------- |
| Fase de grupos   | Del 10 al 22 de junio         |
| Octavos de final | Del 25 al 27 de junio         |
| Cuartos de final | Del 30 de junio al 3 de julio |
| Semifinales      | 6 y 7 de julio                |
| Final            | 10 de julio                   |

### Árbitros

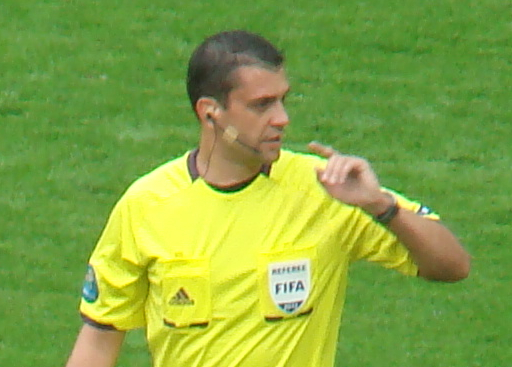
El húngaro Viktor Kassai fue designado para arbitrar el partido inaugural entre el anfitrión y.

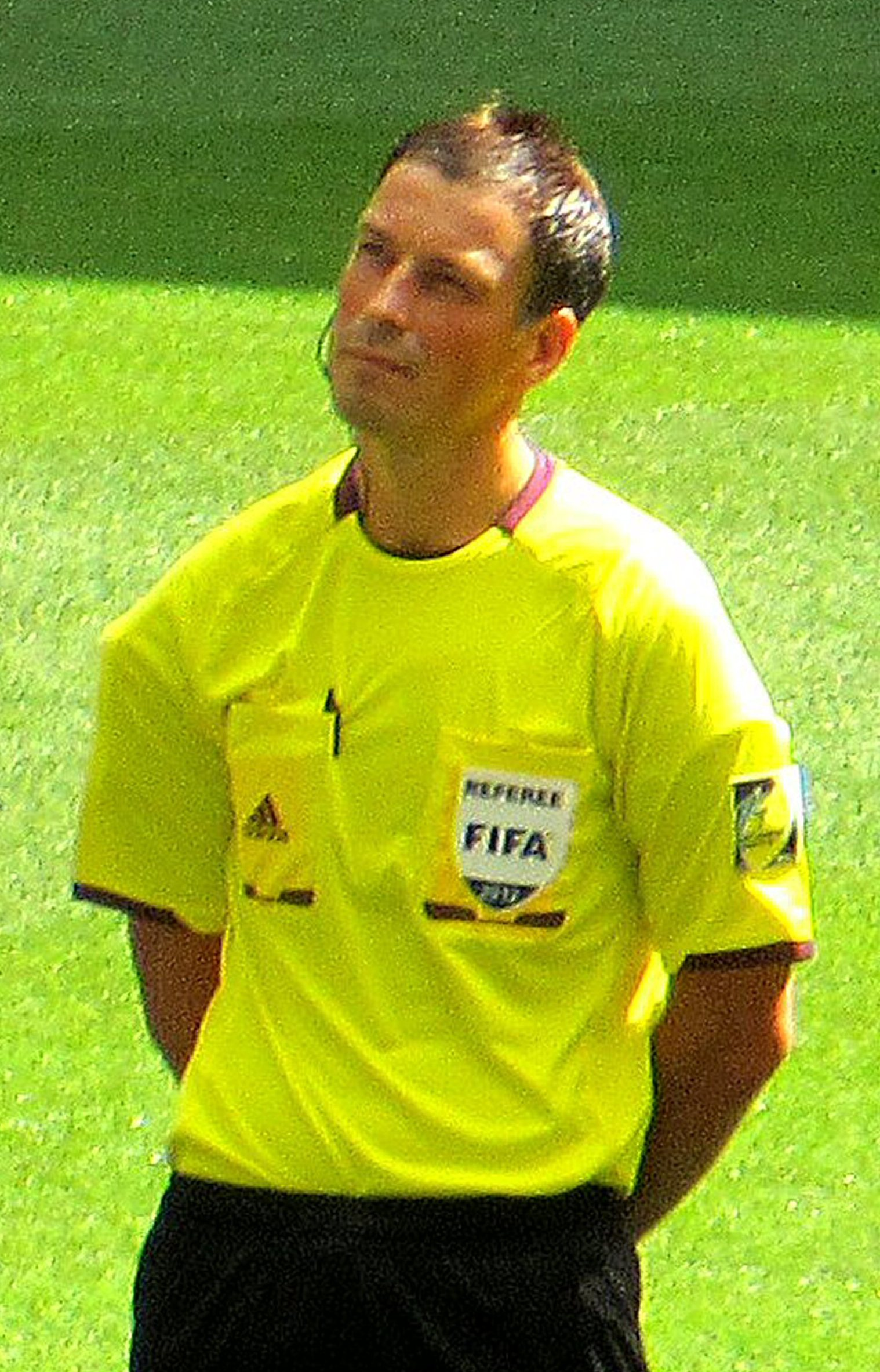
El inglés Mark Clattenburg encargado de dirigir la final entre y.

El 15 de diciembre de 2015 la UEFA anunció a los 18 árbitros centrales elegidos por el Comité de Árbitros de la UEFA para dirigir en los 51 partidos del torneo, los equipos arbitrales completos se anunciaron el 1 de marzo de 2016 sumando 54 árbitros asistentes y 36 árbitros asistentes adicionales a los 18 árbitros centrales nombrados anteriormente. Además se eligieron a dos árbitros y dos árbitros asistentes para actuar sólo como cuartos árbitros y como reservas de los árbitros asistentes.
Los 112 oficiales participaron de un seminario de preparación que se llevó a cabo del 18 al 21 de abril de 2016 en el Hôtel du Lac a las afuera de París. El grupo de árbitros también fue sometido a pruebas de rendimiento físico que se realizaron en el Parc des Sports Nelson Mandela.
En total fueron 94 oficiales repartidos en 18 equipos arbitrales encargados de dirigir en la Eurocopa 2016.
Cada equipo arbitral constó de 1 árbitro central, dos árbitros asistentes y dos árbitros asistentes adicionales (árbitros asistentes ubicados en la línea de fondo a un lado de cada arco), un tercer árbitro asistente solo se mantuvo como reserva hasta el inicio del campeonato para sustituir a uno de sus compañeros en caso de ser necesario. Todos los equipos arbitrales estuvieron formados por oficiales de la misma nacionalidad con excepción de los equipos de Escocia y República Checa que tenían al irlandés Damien MacGraith y al eslovaco Roman Slyško como uno de sus árbitros asistentes respectivamente

#### Árbitros centrales
| - Felix Brych - William Collum - Damir Skomina - Carlos Velasco Carballo - Clément Turpin | - Viktor Kassai - Martin Atkinson - Mark Clattenburg - Nicola Rizzoli - Svein Oddvar Moen | - Björn Kuipers - Szymon Marciniak - Pavel Královec - Ovidiu Hațegan | - Sergei Karasev - Milorad Mažić - Jonas Eriksson - Cüneyt Çakır |

#### Árbitros asistentes
Los asistentes en cursiva son los que se mantuvieron como reservistas solo hasta el inicio del torneo. El ruso Anton Averyanov no pudo superar las pruebas de rendimiento físico y fue reemplazado por su compañero de equipo Nikolai Golubev.
| - Mark Borsch - Stefan Lupp - Marco Achmüller - Damien MacGraith - Francis Connor - Douglas Ross - Jure Praprotnik - Robert Vukan - Bojan Ul - Roberto Alonso Fernández - Juan Carlos Yuste Jiménez - Raúl Cabañero Martínez - Frédéric Cano - Nicolas Danos - Cyril Gringore | - György Ring - Vencel Tóth - István Albert - Michael Mullarkey - Stephen Child - Gary Beswick - Simon Beck - Jake Collin - Stuart Burt - Elenito Di Liberatore - Mauro Tonolini - Gianluca Cariolato - Kim Haglund - Frank Andås - Sven Erik Midthjell | - Sander van Roekel - Erwin Zeinstra - Mario Diks - Paweł Sokolnicki - Tomasz Listkiewicz - Radosław Siejka - Roman Slyško - Tomáš Mokrusch - Martin Wilczek - Octavian Șovre - Sebastian Gheorghe - Radu Ghinguleac | - Anton Averyanov - Tikhon Kalugin - Nikolai Golubev - Milovan Ristić - Dalibor Đjurđjević - Nemanja Petrović - Mathias Klasenius - Daniel Wärnmark - Mehmet Culum - Bahattin Duran - Tarık Ongun - Mustafa Emre Eyisoy |

#### Árbitros asistentes adicionales
El italiano Luca Banti decidió retirarse del torneo por razones personales y fue reemplazado por su compatriota Daniele Orsato.
| - Bastian Dankert - Marco Fritz - Bobby Madden - John Beaton - Matej Jug - Slavko Vinčić - Jesús Gil Manzano - Carlos del Cerro Grande - Benoît Bastien - Fredy Fautrel | - Tamás Bognár - Ádám Farkas - Michael Oliver - Craig Pawson - Anthony Taylor - Andre Marriner - Antonio Damato - Daniele Orsato - Ken Henry Johnsen - Svein-Erik Edvartsen | - Pol van Boekel - Richard Liesveld - Paweł Raczkowski - Tomasz Musiał - Petr Ardeleánu - Michal Paták - Alexandru Tudor - Sebastian Colţescu | - Sergey Lapochkin - Sergey Ivanov - Danilo Grujić - Nenad Đokić - Stefan Johannesson - Markus Strömbergsson - Hüseyin Göçek - Barış Şimşek |

#### Cuartos oficiales y árbitros asistentes suplentes
| - Aleksei Kulbakov (cuarto oficial) - Vitali Maliutsin (árbitro asistente) | - Anastasios Sidiropoulos (cuarto oficial) - Damianos Efthymiadis (árbitro asistente) |

### Premios económicos
Los premios recibidos por los equipos participantes se distribuyeron de la siguiente manera. Todas las selecciones presentes en el torneo recibieron 8 000 000  de euros por su participación. Además en la fase de grupos recibieron 1 000 000  de euros por victoria y 500 000  euros por empate. Las selecciones que pasaron a los octavos de final recibieron 1 500 000  euros, mientras que los que lograron disputar los cuartos de final se llevaron 2 500 000  euros. Los equipos que jugaron semifinales se llevaron 4 000 000  de euros. El premio para el subcampeón fue de 5 000 000  de euros mientras que el campeón ganó 8 000 000  de euros.

## Equipos participantes
En cursiva los países debutantes en la competición.
| Equipos participantes | Equipos participantes | Equipos participantes | Equipos participantes |
| --------------------- | --------------------- | --------------------- | --------------------- |
| Albania               | España                | Irlanda del Norte     | Rumania               |
| Alemania              | Francia               | Islandia              | Rusia                 |
| Austria               | Gales                 | Italia                | Suecia                |
| Bélgica               | Hungría               | Polonia               | Suiza                 |
| Croacia               | Inglaterra            | Portugal              | Turquía               |
| Eslovaquia            | Irlanda               | República Checa       | Ucrania               |

### Seleccionadores nacionales
Entre paréntesis la selección que entreno el seleccionador.
| Seleccionadores nacionales | Seleccionadores nacionales  | Seleccionadores nacionales       | Seleccionadores nacionales  |
| -------------------------- | --------------------------- | -------------------------------- | --------------------------- |
| Gianni De Biasi (Albania)  | Vicente del Bosque (España) | Michael O'Neill (Irlanda del N.) | Anghel Iordănescu (Rumanía) |
| Joachim Löw (Alemania)     | Didier Deschamps (Francia)  | Lars Lagerbäck (Islandia)        | Leonid Slutski (Rusia)      |
| Marcel Koller (Austria)    | Chris Coleman (Gales)       | Antonio Conte (Italia)           | Erik Hamrén (Suecia)        |
| Marc Wilmots (Bélgica)     | Bernd Storck (Hungría)      | Adam Nawalka (Polonia)           | Vladimir Petković (Suiza)   |
| Ante Čačić (Croacia)       | Roy Hodgson (Inglaterra)    | Fernando Santos (Portugal)       | Fatih Terim (Turquía)       |
| Ján Kozák (Eslovaquia)     | Martin O'Neill (Irlanda)    | Pavel Vrba (Rep. Checa)          | Mykhaylo Fomenko (Ucrania)  |

### Sorteo
El sorteo se realizó el 12 de diciembre de 2015 en el Palacio de Congresos de París a las 18:00 hora local (UTC+1).
Previo al sorteo, 23 de las 24 selecciones fueron distribuidas en cuatro bombos en base al ranking de coeficientes de selecciones nacionales publicado en octubre de 2015 al terminar la fase de grupos del torneo clasificatorio. En su calidad de anfitrión del torneo, Francia fue asignada directamente a la primera posición del grupo A, por lo que no participará en el sorteo. Por su parte, España fue colocada en el bombo 1 sin importar su ubicación en el ranking de coeficientes por su condición de campeón vigente. El bombo 1 quedó integrado por cinco selecciones, mientras que los tres bombos restantes lo fueron con seis selecciones cada uno.
Una vez culminada la fase de grupos del torneo clasificatorio, varias selecciones fueron ubicadas en los bombos a los que pertenecerían; entre ellas se conocieron las cinco integrantes del bombo 1, cinco del bombo 1 y cuatro integrantes del bombo 4. La conformación final de los bombos quedó confirmada al concluir los partidos de la fase de play-offs cuando se definieron los cuatro últimos clasificados para la Eurocopa 2016.
Entre paréntesis se indica el coeficiente de cada selección y la numeración corresponde a la ubicación en el ranking tomado en consideración.
| Bombo 1                                                                                                 | Bombo 2 | Bombo 3 | Bombo 4 |
| --- | --- | --- | --- |
| 1. Alemania (40 236) 2. España (37 962) 3. Inglaterra (35 963) 4. Portugal (35 138) 5. Bélgica (34 442) | 6. Italia (34 345) 9. Rusia (31 345) 10. Suiza (31 254) 11. Austria (30 932) 12. Croacia (30 642) 14. Ucrania (30 313) | 15. República Checa (29 403) 16. Suecia (29 028) 17. Polonia (28 306) 18. Rumania (28 308) 19. Eslovaquia (27 171) 20. Hungría (27 142) | 22. Turquía (27 033) 23. Irlanda (26 902) 27. Islandia (25 388) 28. Gales (24 531) 31. Albania (23 216) 33. Irlanda del Norte (22 961) |

## Resultados
- Las horas indicadas en los partidos corresponden al huso horario local de Francia: Horario de verano de Europa central – CEST: (UTC+2).

### Fase de grupos
– Clasificado para los octavos de final. 
     – Clasificado para los octavos de final como uno de los cuatro mejores terceros.

#### Grupo A
| Selección | Pts | PJ | PG | PE | PP | GF | GC | Dif |
| --------- | --- | -- | -- | -- | -- | -- | -- | --- |
| Francia   | 7   | 3  | 2  | 1  | 0  | 4  | 1  | 3   |
| Suiza     | 5   | 3  | 1  | 2  | 0  | 2  | 1  | 1   |
| Albania   | 3   | 3  | 1  | 0  | 2  | 1  | 3  | −2  |
| Rumania   | 1   | 3  | 0  | 1  | 2  | 2  | 4  | −2  |

| 10 de junio de 2016, 21:00 | Francia                | 2:1 (0:0) | Rumanía           | Stade de France, Saint-Denis                              |                                                           |
|                            | Giroud 57' · Payet 89' | Reporte   | Stancu 65' (pen.) | Asistencia: 75 113 espectadores Árbitro(s): Viktor Kassai | Asistencia: 75 113 espectadores Árbitro(s): Viktor Kassai |

| 11 de junio de 2016, 15:00 | Albania | 0:1 (0:1) | Suiza    | Stade Bollaert-Delelis, Lens                                        |                                                                     |
|                            |         | Reporte   | Schär 5' | Asistencia: 33 805 espectadores Árbitro(s): Carlos Velasco Carballo | Asistencia: 33 805 espectadores Árbitro(s): Carlos Velasco Carballo |

| 15 de junio de 2016, 18:00 | Rumanía           | 1:1 (1:0) | Suiza       | Parque de los Príncipes, París                             |                                                            |
|                            | Stancu 18' (pen.) | Reporte   | Mehmedi 57' | Asistencia: 43 576 espectadores Árbitro(s): Sergei Karasev | Asistencia: 43 576 espectadores Árbitro(s): Sergei Karasev |

| 15 de junio de 2016, 21:00 | Francia                      | 2:0 (0:0) | Albania | Stade Vélodrome, Marsella                                  |                                                            |
|                            | Griezmann 90' · Payet 90'+6' | Reporte   |         | Asistencia: 63 670 espectadores Árbitro(s): William Collum | Asistencia: 63 670 espectadores Árbitro(s): William Collum |

| 19 de junio de 2016, 21:00                                                                             | Rumanía | 0:1 (0:1) | Albania    | Stade des Lumières, Lyon                                   |                                                            |
| |         | Reporte   | Sadiku 43' | Asistencia: 49 752 espectadores Árbitro(s): Pavel Královec | Asistencia: 49 752 espectadores Árbitro(s): Pavel Královec |
| Armando Sadiku convierte el primer gol albanés en Eurocopa Primera victoria de Albania en una Eurocopa |         |           |            |                                                            |                                                            |

| 19 de junio de 2016, 21:00                        | Suiza | 0:0     | Francia | Stade Pierre-Mauroy, Lille                                |                                                           |
|                                                   |       | Reporte |         | Asistencia: 45 616 espectadores Árbitro(s): Damir Skomina | Asistencia: 45 616 espectadores Árbitro(s): Damir Skomina |
| Primera clasificación de Suiza a octavos de final |       |         |         |                                                           |                                                           |

#### Grupo B
| Selección  | Pts | PJ | PG | PE | PP | GF | GC | Dif |
| ---------- | --- | -- | -- | -- | -- | -- | -- | --- |
| Gales      | 6   | 3  | 2  | 0  | 1  | 6  | 3  | 3   |
| Inglaterra | 5   | 3  | 1  | 2  | 0  | 3  | 2  | 1   |
| Eslovaquia | 4   | 3  | 1  | 1  | 1  | 3  | 3  | 0   |
| Rusia      | 1   | 3  | 0  | 1  | 2  | 2  | 6  | −4  |

| 11 de junio de 2016, 18:00 | Gales                     | 2:1 (1:0) | Eslovaquia | Stade Matmut Atlantique, Burdeos                              |                                                               |
| | Bale 9' · Robson-Kanu 81' | Reporte   | Duda 61'   | Asistencia: 37 831 espectadores Árbitro(s): Svein Oddvar Moen | Asistencia: 37 831 espectadores Árbitro(s): Svein Oddvar Moen |
| Gareth Bale convierte el primer gol galés en una Eurocopa Ondrej Duda convierte el primer gol eslovaco en una Eurocopa Primera victoria de Gales en una Eurocopa |                           |           |            |                                                               |                                                               |

| 11 de junio de 2016, 21:00 | Inglaterra | 1:1 (0:0) | Rusia             | Stade Vélodrome, Marsella                                  |                                                            |
|                            | Dier 73'   | Reporte   | Berezutski 90'+2' | Asistencia: 62 343 espectadores Árbitro(s): Nicola Rizzoli | Asistencia: 62 343 espectadores Árbitro(s): Nicola Rizzoli |

| 15 de junio de 2016, 15:00                     | Rusia         | 1:2 (0:2) | Eslovaquia             | Stade Pierre-Mauroy, Lille                                |                                                           |
|                                                | Glushakov 80' | Reporte   | Weiss 32' · Hamšík 45' | Asistencia: 38 989 espectadores Árbitro(s): Damir Skomina | Asistencia: 38 989 espectadores Árbitro(s): Damir Skomina |
| Primera victoria de Eslovaquia en una Eurocopa |               |           |                        |                                                           |                                                           |

| 16 de junio de 2016, 15:00 | Inglaterra                   | 2:1 (0:1) | Gales    | Stade Bollaert-Delelis, Lens                            |                                                         |
|                            | Vardy 56' · Sturridge 90'+2' | Reporte   | Bale 42' | Asistencia: 34 033 espectadores Árbitro(s): Felix Brych | Asistencia: 34 033 espectadores Árbitro(s): Felix Brych |

| 20 de junio de 2016, 21:00                        | Rusia | 0:3 (0:2) | Gales                                 | Stade de Toulouse, Toulouse                                |                                                            |
|                                                   |       | Reporte   | Ramsey 11' · N. Taylor 20' · Bale 67' | Asistencia: 28 840 espectadores Árbitro(s): Jonas Eriksson | Asistencia: 28 840 espectadores Árbitro(s): Jonas Eriksson |
| Primera clasificación de Gales a octavos de final |       |           |                                       |                                                            |                                                            |

| 20 de junio de 2016, 21:00                             | Eslovaquia | 0:0     | Inglaterra | Stade Geoffroy-Guichard, Saint-Étienne                              |                                                                     |
|                                                        |            | Reporte |            | Asistencia: 39 051 espectadores Árbitro(s): Carlos Velasco Carballo | Asistencia: 39 051 espectadores Árbitro(s): Carlos Velasco Carballo |
| Primera clasificación de Eslovaquia a octavos de final |            |         |            |                                                                     |                                                                     |

#### Grupo C
| Selección         | Pts | PJ | PG | PE | PP | GF | GC | Dif |
| ----------------- | --- | -- | -- | -- | -- | -- | -- | --- |
| Alemania          | 7   | 3  | 2  | 1  | 0  | 3  | 0  | 3   |
| Polonia           | 7   | 3  | 2  | 1  | 0  | 2  | 0  | 2   |
| Irlanda del Norte | 3   | 3  | 1  | 0  | 2  | 2  | 2  | 0   |
| Ucrania           | 0   | 3  | 0  | 0  | 3  | 0  | 5  | −5  |

| 12 de junio de 2016, 18:00                | Polonia   | 1:0 (0:0) | Irlanda del Norte | Allianz Riviera, Niza                                      |                                                            |
|                                           | Milik 51' | Reporte   |                   | Asistencia: 33 742 espectadores Árbitro(s): Ovidiu Haţegan | Asistencia: 33 742 espectadores Árbitro(s): Ovidiu Haţegan |
| Primera victoria de Polonia en Eurocopas. |           |           |                   |                                                            |                                                            |

| 12 de junio de 2016, 21:00 | Alemania                            | 2:0 (1:0) | Ucrania | Stade Pierre-Mauroy, Lille                                  |                                                             |
|                            | Mustafi 18' · Schweinsteiger 90'+2' | Reporte   |         | Asistencia: 43 035 espectadores Árbitro(s): Martin Atkinson | Asistencia: 43 035 espectadores Árbitro(s): Martin Atkinson |

| 16 de junio de 2016, 18:00                                                                                               | Ucrania | 0:2 (0:0) | Irlanda del Norte           | Stade des Lumières, Lyon                                   |                                                            |
| |         | Reporte   | McAuley 49' · McGinn 90'+6' | Asistencia: 51 043 espectadores Árbitro(s): Pavel Královec | Asistencia: 51 043 espectadores Árbitro(s): Pavel Královec |
| Gareth McAuley convierte el primer gol norirlandés en una Eurocopa Primera victoria de Irlanda del Norte en una Eurocopa |         |           |                             |                                                            |                                                            |

| 16 de junio de 2016, 21:00 | Alemania | 0:0     | Polonia | Stade de France, Saint-Denis                              |                                                           |
|                            |          | Reporte |         | Asistencia: 73 648 espectadores Árbitro(s): Björn Kuipers | Asistencia: 73 648 espectadores Árbitro(s): Björn Kuipers |

| 21 de junio de 2016, 18:00                          | Ucrania | 0:1 (0:0) | Polonia            | Stade Vélodrome, Marsella                                     |                                                               |
|                                                     |         | Reporte   | Błaszczykowski 54' | Asistencia: 58 874 espectadores Árbitro(s): Svein Oddvar Moen | Asistencia: 58 874 espectadores Árbitro(s): Svein Oddvar Moen |
| Primera clasificación de Polonia a octavos de final |         |           |                    |                                                               |                                                               |

| 21 de junio de 2016, 18:00                                    | Irlanda del Norte | 0:1 (0:1) | Alemania  | Parque de los Príncipes, París                             |                                                            |
|                                                               |                   | Reporte   | Gómez 30' | Asistencia: 44 125 espectadores Árbitro(s): Clément Turpin | Asistencia: 44 125 espectadores Árbitro(s): Clément Turpin |
| Primera clasificación de Irlanda del Norte a octavos de final |                   |           |           |                                                            |                                                            |

#### Grupo D
| Selección       | Pts | PJ | PG | PE | PP | GF | GC | Dif |
| --------------- | --- | -- | -- | -- | -- | -- | -- | --- |
| Croacia         | 7   | 3  | 2  | 1  | 0  | 5  | 3  | 2   |
| España          | 6   | 3  | 2  | 0  | 1  | 5  | 2  | 3   |
| Turquía         | 3   | 3  | 1  | 0  | 2  | 2  | 4  | −2  |
| República Checa | 1   | 3  | 0  | 1  | 2  | 2  | 5  | −3  |

| 12 de junio de 2016, 15:00 | Turquía | 0:1 (0:1) | Croacia    | Parque de los Príncipes, París                             |                                                            |
|                            |         | Reporte   | Modrić 41' | Asistencia: 43 842 espectadores Árbitro(s): Jonas Eriksson | Asistencia: 43 842 espectadores Árbitro(s): Jonas Eriksson |

| 13 de junio de 2016, 15:00 | España    | 1:0 (0:0) | República Checa | Stade de Toulouse, Toulouse                                  |                                                              |
|                            | Piqué 87' | Reporte   |                 | Asistencia: 29 400 espectadores Árbitro(s): Szymon Marciniak | Asistencia: 29 400 espectadores Árbitro(s): Szymon Marciniak |

| 17 de junio de 2016, 18:00 | República Checa              | 2:2 (0:1) | Croacia                   | Stade Geoffroy-Guichard, Saint-Étienne                       |                                                              |
|                            | Škoda 76' · Necid 89' (pen.) | Reporte   | Perišić 37' · Rakitić 59' | Asistencia: 38 376 espectadores Árbitro(s): Mark Clattenburg | Asistencia: 38 376 espectadores Árbitro(s): Mark Clattenburg |

| 17 de junio de 2016, 21:00 | España                       | 3:0 (2:0) | Turquía | Allianz Riviera, Niza                                     |                                                           |
|                            | Morata 34', 48' · Nolito 37' | Reporte   |         | Asistencia: 33 409 espectadores Árbitro(s): Milorad Mažić | Asistencia: 33 409 espectadores Árbitro(s): Milorad Mažić |

| 21 de junio de 2016, 21:00 | República Checa | 0:2 (0:1) | Turquía                | Stade Bollaert-Delelis, Lens                               |                                                            |
|                            |                 | Reporte   | Yılmaz 10' · Tufan 65' | Asistencia: 32 836 espectadores Árbitro(s): William Collum | Asistencia: 32 836 espectadores Árbitro(s): William Collum |

| 21 de junio de 2016, 21:00 | Croacia                   | 2:1 (1:1) | España    | Stade Matmut Atlantique, Burdeos                          |                                                           |
|                            | Kalinić 45' · Perišić 87' | Reporte   | Morata 7' | Asistencia: 37 245 espectadores Árbitro(s): Björn Kuipers | Asistencia: 37 245 espectadores Árbitro(s): Björn Kuipers |

#### Grupo E
| Selección | Pts | PJ | PG | PE | PP | GF | GC | Dif |
| --------- | --- | -- | -- | -- | -- | -- | -- | --- |
| Italia    | 6   | 3  | 2  | 0  | 1  | 3  | 1  | 2   |
| Bélgica   | 6   | 3  | 2  | 0  | 1  | 4  | 2  | 2   |
| Irlanda   | 4   | 3  | 1  | 1  | 1  | 2  | 4  | −2  |
| Suecia    | 1   | 3  | 0  | 1  | 2  | 1  | 3  | −2  |

| 13 de junio de 2016, 18:00 | Irlanda      | 1:1 (0:0) | Suecia           | Stade de France, Saint-Denis                              |                                                           |
|                            | Hoolahan 48' | Reporte   | Clark 71' (a.g.) | Asistencia: 73 419 espectadores Árbitro(s): Milorad Mažić | Asistencia: 73 419 espectadores Árbitro(s): Milorad Mažić |

| 13 de junio de 2016, 21:00 | Bélgica | 0:2 (0:1) | Italia                         | Stade des Lumières, Lyon                                     |                                                              |
|                            |         | Reporte   | Giaccherini 32' · Pellè 90'+3' | Asistencia: 55 408 espectadores Árbitro(s): Mark Clattenburg | Asistencia: 55 408 espectadores Árbitro(s): Mark Clattenburg |

| 17 de junio de 2016, 15:00 | Italia   | 1:0 (0:0) | Suecia | Stade de Toulouse, Toulouse                               |                                                           |
|                            | Éder 88' | Reporte   |        | Asistencia: 29 600 espectadores Árbitro(s): Viktor Kassai | Asistencia: 29 600 espectadores Árbitro(s): Viktor Kassai |

| 18 de junio de 2016, 15:00 | Bélgica                      | 3:0 (0:0) | Irlanda | Stade Matmut Atlantique, Burdeos                         |                                                          |
|                            | Lukaku 48', 70' · Witsel 61' | Reporte   |         | Asistencia: 39 493 espectadores Árbitro(s): Cüneyt Çakır | Asistencia: 39 493 espectadores Árbitro(s): Cüneyt Çakır |

| 22 de junio de 2016, 21:00                          | Italia | 0:1 (0:0) | Irlanda   | Stade Pierre-Mauroy, Lille                                 |                                                            |
|                                                     |        | Reporte   | Brady 85' | Asistencia: 44 268 espectadores Árbitro(s): Ovidiu Haţegan | Asistencia: 44 268 espectadores Árbitro(s): Ovidiu Haţegan |
| Primera clasificación de Irlanda a octavos de final |        |           |           |                                                            |                                                            |

| 22 de junio de 2016, 21:00 | Suecia | 0:1 (0:0) | Bélgica        | Allianz Riviera, Niza                                   |                                                         |
|                            |        | Reporte   | Nainggolan 84' | Asistencia: 34 011 espectadores Árbitro(s): Felix Brych | Asistencia: 34 011 espectadores Árbitro(s): Felix Brych |

#### Grupo F
| Selección | Pts | PJ | PG | PE | PP | GF | GC | Dif |
| --------- | --- | -- | -- | -- | -- | -- | -- | --- |
| Hungría   | 5   | 3  | 1  | 2  | 0  | 6  | 4  | 2   |
| Islandia  | 5   | 3  | 1  | 2  | 0  | 4  | 3  | 1   |
| Portugal  | 3   | 3  | 0  | 3  | 0  | 4  | 4  | 0   |
| Austria   | 1   | 3  | 0  | 1  | 2  | 1  | 4  | −3  |

| 14 de junio de 2016, 18:00 | Austria | 0:2 (0:0) | Hungría                  | Stade Matmut Atlantique, Burdeos                           |                                                            |
|                            |         | Reporte   | Szalai 62' · Stieber 87' | Asistencia: 34 424 espectadores Árbitro(s): Clément Turpin | Asistencia: 34 424 espectadores Árbitro(s): Clément Turpin |

| 14 de junio de 2016, 21:00                                    | Portugal | 1:1 (1:0) | Islandia      | Stade Geoffroy-Guichard, Saint-Étienne                   |                                                          |
|                                                               | Nani 31' | Reporte   | Bjarnason 50' | Asistencia: 38 742 espectadores Árbitro(s): Cüneyt Çakır | Asistencia: 38 742 espectadores Árbitro(s): Cüneyt Çakır |
| Birkir Bjarnason convierte el primer gol islandés en Eurocopa |          |           |               |                                                          |                                                          |

| 18 de junio de 2016, 18:00 | Islandia              | 1:1 (1:0) | Hungría              | Stade Vélodrome, Marsella                                  |                                                            |
|                            | Sigurðsson 40' (pen.) | Reporte   | Sævarsson 88' (a.g.) | Asistencia: 60 842 espectadores Árbitro(s): Sergei Karasev | Asistencia: 60 842 espectadores Árbitro(s): Sergei Karasev |

| 18 de junio de 2016, 21:00 | Portugal | 0:0     | Austria | Parque de los Príncipes, París                             |                                                            |
|                            |          | Reporte |         | Asistencia: 44 291 espectadores Árbitro(s): Nicola Rizzoli | Asistencia: 44 291 espectadores Árbitro(s): Nicola Rizzoli |

| 22 de junio de 2016, 18:00                                                                        | Islandia                           | 2:1 (1:0) | Austria    | Stade de France, Saint-Denis                                 |                                                              |
|                                                                                                   | Böðvarsson 18' · Traustason 90'+4' | Reporte   | Schöpf 60' | Asistencia: 68 714 espectadores Árbitro(s): Szymon Marciniak | Asistencia: 68 714 espectadores Árbitro(s): Szymon Marciniak |
| Primera victoria de Islandia en una Eurocopa Primera clasificación de Islandia a octavos de final |                                    |           |            |                                                              |                                                              |

| 22 de junio de 2016, 18:00                                                                                        | Hungría                      | 3:3 (1:1) | Portugal                    | Stade des Lumières, Lyon                                    |                                                             |
| | Gera 19' · Dzsudzsák 47' 55' | Reporte   | Nani 42' · Ronaldo 50', 62' | Asistencia: 55 514 espectadores Árbitro(s): Martin Atkinson | Asistencia: 55 514 espectadores Árbitro(s): Martin Atkinson |
| Portugal es el primer equipo en la historia de la Eurocopa en clasificar a la Fase Final sin ganar ningún partido |                              |           |                             |                                                             |                                                             |

#### Mejores terceros
| Selección         | Gr | Pts | PJ | PG | PE | PP | GF | GC | Dif |
| ----------------- | -- | --- | -- | -- | -- | -- | -- | -- | --- |
| Eslovaquia        | B  | 4   | 3  | 1  | 1  | 1  | 3  | 3  | 0   |
| Irlanda           | E  | 4   | 3  | 1  | 1  | 1  | 2  | 4  | -2  |
| Portugal          | F  | 3   | 3  | 0  | 3  | 0  | 4  | 4  | 0   |
| Irlanda del Norte | C  | 3   | 3  | 1  | 0  | 2  | 2  | 2  | 0   |
| Turquía           | D  | 3   | 3  | 1  | 0  | 2  | 2  | 4  | -2  |
| Albania           | A  | 3   | 3  | 1  | 0  | 2  | 1  | 3  | -2  |

El cuadro de enfrentamientos de los mejores terceros en los partidos de octavos está basado en el siguiente formato, según la sección 5 del artículo 21 del reglamento de competencia del torneo:
| Mejores terceros clasificados en fase de grupos | Mejores terceros clasificados en fase de grupos | Mejores terceros clasificados en fase de grupos | Mejores terceros clasificados en fase de grupos | Mejores terceros clasificados en fase de grupos | Mejores terceros clasificados en fase de grupos |    | 1A Vs. | 1B Vs. | 1C Vs. | 1D Vs. |
| ----------------------------------------------- | ----------------------------------------------- | ----------------------------------------------- | ----------------------------------------------- | ----------------------------------------------- | ----------------------------------------------- | -- | ------ | ------ | ------ | ------ |
| A                                               | B                                               | C                                               | D                                               |                                                 |                                                 | 3C | 3D     | 3A     | 3B     |        |
| A                                               | B                                               | C                                               |                                                 | E                                               |                                                 | 3C | 3A     | 3B     | 3E     |        |
| A                                               | B                                               | C                                               |                                                 |                                                 | F                                               | 3C | 3A     | 3B     | 3F     |        |
| A                                               | B                                               |                                                 | D                                               | E                                               |                                                 | 3D | 3A     | 3B     | 3E     |        |
| A                                               | B                                               |                                                 | D                                               |                                                 | F                                               | 3D | 3A     | 3B     | 3F     |        |
| A                                               | B                                               |                                                 |                                                 | E                                               | F                                               | 3E | 3A     | 3B     | 3F     |        |
| A                                               |                                                 | C                                               | D                                               | E                                               |                                                 | 3C | 3D     | 3A     | 3E     |        |
| A                                               |                                                 | C                                               | D                                               |                                                 | F                                               | 3C | 3D     | 3A     | 3F     |        |
| A                                               |                                                 | C                                               |                                                 | E                                               | F                                               | 3C | 3A     | 3F     | 3E     |        |
| A                                               |                                                 |                                                 | D                                               | E                                               | F                                               | 3D | 3A     | 3F     | 3E     |        |
|                                                 | B                                               | C                                               | D                                               | E                                               |                                                 | 3C | 3D     | 3B     | 3E     |        |
|                                                 | B                                               | C                                               | D                                               |                                                 | F                                               | 3C | 3D     | 3B     | 3F     |        |
|                                                 | B                                               | C                                               |                                                 | E                                               | F                                               | 3E | 3C     | 3B     | 3F     |        |
|                                                 | B                                               |                                                 | D                                               | E                                               | F                                               | 3E | 3D     | 3B     | 3F     |        |
|                                                 |                                                 | C                                               | D                                               | E                                               | F                                               | 3C | 3D     | 3F     | 3E     |        |

### Fase de eliminación
|  | Octavos de final            | Octavos de final         |                           |       | Cuartos de final | Cuartos de final |  |  | Semifinales | Semifinales |  |  | Final | Final |
|  |                             |                          |                           |       |                  |                  |  |  |             |             |  |  |       |       |
|  | 25 de junio – Saint-Étienne |                          |                           |       |                  |                  |  |  |             |             |  |  |       |       |
|  |                             |                          |                           |       |                  |                  |  |  |             |             |  |  |       |       |
|  | Suiza                       | 1 (4)                    |                           |       |                  |                  |  |  |             |             |  |  |       |       |
|  | Suiza                       | 1 (4)                    | 30 de junio – Marsella    |       |                  |                  |  |  |             |             |  |  |       |       |
|  | Polonia (p.)                | 1 (5)                    |                           |       |                  |                  |  |  |             |             |  |  |       |       |
|  | Polonia (p.)                | 1 (5)                    | Polonia                   | 1 (3) |                  |                  |  |  |             |             |  |  |       |       |
|  | 25 de junio – Lens          |                          | Polonia                   | 1 (3) |                  |                  |  |  |             |             |  |  |       |       |
|  |                             | Portugal (p.)            | 1 (5)                     |       |                  |                  |  |  |             |             |  |  |       |       |
|  | Croacia                     | Portugal (p.)            | 1 (5)                     | 0     |                  |                  |  |  |             |             |  |  |       |       |
|  | Croacia                     |                          | 6 de julio – Lyon         | 0     |                  |                  |  |  |             |             |  |  |       |       |
|  | Portugal (t. s.)            | 1                        |                           |       |                  |                  |  |  |             |             |  |  |       |       |
|  | Portugal (t. s.)            | 1                        | Portugal                  | 2     |                  |                  |  |  |             |             |  |  |       |       |
|  | 25 de junio – París         |                          | Portugal                  | 2     |                  |                  |  |  |             |             |  |  |       |       |
|  |                             | Gales                    | 0                         |       |                  |                  |  |  |             |             |  |  |       |       |
|  | Gales                       | Gales                    | 0                         | 1     |                  |                  |  |  |             |             |  |  |       |       |
|  | Gales                       | 1 de julio – Lille       |                           | 1     |                  |                  |  |  |             |             |  |  |       |       |
|  | Irlanda del Norte           | 0                        |                           |       |                  |                  |  |  |             |             |  |  |       |       |
|  | Irlanda del Norte           | 0                        | Gales                     | 3     |                  |                  |  |  |             |             |  |  |       |       |
|  | 26 de junio – Toulouse      |                          | Gales                     | 3     |                  |                  |  |  |             |             |  |  |       |       |
|  |                             | Bélgica                  | 1                         |       |                  |                  |  |  |             |             |  |  |       |       |
|  | Hungría                     | Bélgica                  | 1                         | 0     |                  |                  |  |  |             |             |  |  |       |       |
|  | Hungría                     |                          | 10 de julio – Saint-Denis | 0     |                  |                  |  |  |             |             |  |  |       |       |
|  | Bélgica                     | 4                        |                           |       |                  |                  |  |  |             |             |  |  |       |       |
|  | Bélgica                     | 4                        | Portugal (t. s.)          | 1     |                  |                  |  |  |             |             |  |  |       |       |
|  | 26 de junio – Lille         |                          | Portugal (t. s.)          | 1     |                  |                  |  |  |             |             |  |  |       |       |
|  |                             | Francia                  | 0                         |       |                  |                  |  |  |             |             |  |  |       |       |
|  | Alemania                    | Francia                  | 0                         | 3     |                  |                  |  |  |             |             |  |  |       |       |
|  | Alemania                    | 2 de julio – Burdeos     |                           | 3     |                  |                  |  |  |             |             |  |  |       |       |
|  | Eslovaquia                  | 0                        |                           |       |                  |                  |  |  |             |             |  |  |       |       |
|  | Eslovaquia                  | 0                        | Alemania (p.)             | 1 (6) |                  |                  |  |  |             |             |  |  |       |       |
|  | 27 de junio – Saint-Denis   |                          | Alemania (p.)             | 1 (6) |                  |                  |  |  |             |             |  |  |       |       |
|  |                             | Italia                   | 1 (5)                     |       |                  |                  |  |  |             |             |  |  |       |       |
|  | Italia                      | Italia                   | 1 (5)                     | 2     |                  |                  |  |  |             |             |  |  |       |       |
|  | Italia                      |                          | 7 de julio – Marsella     | 2     |                  |                  |  |  |             |             |  |  |       |       |
|  | España                      | 0                        |                           |       |                  |                  |  |  |             |             |  |  |       |       |
|  | España                      | 0                        | Alemania                  | 0     |                  |                  |  |  |             |             |  |  |       |       |
|  | 26 de junio – Lyon          |                          | Alemania                  | 0     |                  |                  |  |  |             |             |  |  |       |       |
|  |                             | Francia                  | 2                         |       |                  |                  |  |  |             |             |  |  |       |       |
|  | Francia                     | Francia                  | 2                         | 2     |                  |                  |  |  |             |             |  |  |       |       |
|  | Francia                     | 3 de julio – Saint-Denis |                           | 2     |                  |                  |  |  |             |             |  |  |       |       |
|  | Irlanda                     | 1                        |                           |       |                  |                  |  |  |             |             |  |  |       |       |
|  | Irlanda                     | 1                        | Francia                   | 5     |                  |                  |  |  |             |             |  |  |       |       |
|  | 27 de junio – Niza          |                          | Francia                   | 5     |                  |                  |  |  |             |             |  |  |       |       |
|  |                             | Islandia                 | 2                         |       |                  |                  |  |  |             |             |  |  |       |       |
|  | Inglaterra                  | Islandia                 | 2                         | 1     |                  |                  |  |  |             |             |  |  |       |       |
|  | Inglaterra                  |                          |                           | 1     |                  |                  |  |  |             |             |  |  |       |       |
|  | Islandia                    | 2                        |                           |       |                  |                  |  |  |             |             |  |  |       |       |
|  | Islandia                    | 2                        |                           |       |                  |                  |  |  |             |             |  |  |       |       |

#### Octavos de final
| 25 de junio de 2016, 15:00                            | Suiza                                              | 1:1 (1:1, 0:1) (t. s.)(4:5 p.) | Polonia                                                  | Stade Geoffroy-Guichard, Saint-Étienne                       |                                                              |
|                                                       | Shaqiri 82'                                        | Reporte                        | Błaszczykowski 39'                                       | Asistencia: 38 842 espectadores Árbitro(s): Mark Clattenburg | Asistencia: 38 842 espectadores Árbitro(s): Mark Clattenburg |
|                                                       |                                                    | Tiros desde el punto penal     |                                                          |                                                              |                                                              |
|                                                       | Lichtsteiner · Xhaka · Shaqiri · Schär · Rodríguez |                                | Lewandowski · Milik · Glik · Błaszczykowski · Krychowiak |                                                              |                                                              |
| Polonia por primera vez alcanza los cuartos de final. |                                                    |                                |                                                          |                                                              |                                                              |

| 25 de junio de 2016, 18:00                         | Gales              | 1:0 (0:0) | Irlanda del Norte | Parque de los Príncipes, París                              |                                                             |
|                                                    | McAuley 75' (a.g.) | Reporte   |                   | Asistencia: 44 342 espectadores Árbitro(s): Martin Atkinson | Asistencia: 44 342 espectadores Árbitro(s): Martin Atkinson |
| Gales por primera vez alcanza los cuartos de final |                    |           |                   |                                                             |                                                             |

| 25 de junio de 2016, 21:00 | Croacia | 0:1 (0:0, 0:0) (t. s.) | Portugal      | Stade Bollaert-Delelis, Lens                                        |                                                                     |
|                            |         | Reporte                | Quaresma 117' | Asistencia: 33 523 espectadores Árbitro(s): Carlos Velasco Carballo | Asistencia: 33 523 espectadores Árbitro(s): Carlos Velasco Carballo |

| 26 de junio de 2016, 15:00 | Francia            | 2:1 (0:1) | Irlanda         | Stade des Lumières, Lyon                                   |                                                            |
|                            | Griezmann 58', 61' | Reporte   | Brady 2' (pen.) | Asistencia: 56 279 espectadores Árbitro(s): Nicola Rizzoli | Asistencia: 56 279 espectadores Árbitro(s): Nicola Rizzoli |

| 26 de junio de 2016, 18:00 | Alemania                             | 3:0 (2:0) | Eslovaquia | Stade Pierre-Mauroy, Lille                                   |                                                              |
|                            | Boateng 8' · Gómez 43' · Draxler 63' | Reporte   |            | Asistencia: 44 312 espectadores Árbitro(s): Szymon Marciniak | Asistencia: 44 312 espectadores Árbitro(s): Szymon Marciniak |

| 26 de junio de 2016, 21:00 | Hungría | 0:4 (0:1) | Bélgica                                                         | Stade de Toulouse, Toulouse                               |                                                           |
|                            |         | Reporte   | Alderweireld 10' · Batshuayi 78' · Hazard 80' · Carrasco 90'+1' | Asistencia: 38 921 espectadores Árbitro(s): Milorad Mažić | Asistencia: 38 921 espectadores Árbitro(s): Milorad Mažić |

| 27 de junio de 2016, 18:00 | Italia                       | 2:0 (1:0) | España | Stade de France, Saint-Denis                             |                                                          |
|                            | Chiellini 33' · Pellé 90'+1' | Reporte   |        | Asistencia: 76 165 espectadores Árbitro(s): Cüneyt Çakır | Asistencia: 76 165 espectadores Árbitro(s): Cüneyt Çakır |

| 27 de junio de 2016, 21:00                                                                                            | Inglaterra       | 1:2 (1:2) | Islandia                          | Allianz Riviera, Niza                                     |                                                           |
| | Rooney 4' (pen.) | Reporte   | R. Sigurðsson 6' · Sigþórsson 18' | Asistencia: 33 901 espectadores Árbitro(s): Damir Skomina | Asistencia: 33 901 espectadores Árbitro(s): Damir Skomina |
| Islandia por primera vez en su historia futbolística como debutante en una competición, alcanza los cuartos de final. |                  |           |                                   |                                                           |                                                           |

#### Cuartos de final
| 30 de junio de 2016, 21:00 | Polonia                                     | 1:1 (1:1, 1:1) (t. s.)(3:5 p.) | Portugal                                       | Stade Vélodrome, Marsella                               |                                                         |
|                            | Lewandowski 2'                              | Reporte                        | Sanches 33'                                    | Asistencia: 62 940 espectadores Árbitro(s): Felix Brych | Asistencia: 62 940 espectadores Árbitro(s): Felix Brych |
|                            |                                             | Tiros desde el punto penal     |                                                |                                                         |                                                         |
|                            | Lewandowski · Milik · Glik · Błaszczykowski |                                | Ronaldo · Sanches · Moutinho · Nani · Quaresma |                                                         |                                                         |

| 1 de julio de 2016, 21:00                     | Gales                                      | 3:1 (1:1) | Bélgica        | Stade Pierre-Mauroy, Lille                                |                                                           |
|                                               | Williams 31' · Robson-Kanu 55' · Vokes 86' | Reporte   | Nainggolan 13' | Asistencia: 45 936 espectadores Árbitro(s): Damir Skomina | Asistencia: 45 936 espectadores Árbitro(s): Damir Skomina |
| Gales por primera vez alcanza las semifinales |                                            |           |                |                                                           |                                                           |

| 2 de julio de 2016, 21:00 | Alemania                                                                                | 1:1 (1:1, 0:0) (t. s.)(6:5 p.) | Italia                                                                                    | Stade Matmut Atlantique, Burdeos                          |                                                           |
|                           | Özil 65'                                                                                | Reporte                        | Bonucci 78' (pen.)                                                                        | Asistencia: 38 764 espectadores Árbitro(s): Viktor Kassai | Asistencia: 38 764 espectadores Árbitro(s): Viktor Kassai |
|                           |                                                                                         | Tiros desde el punto penal     |                                                                                           |                                                           |                                                           |
|                           | Kroos · Müller · Özil · Draxler · Schweinsteiger · Hummels · Kimmich · Boateng · Hector |                                | Insigne · Zaza · Barzagli · Pellè · Bonucci · Giaccherini · Parolo · De Sciglio · Darmian |                                                           |                                                           |

| 3 de julio de 2016, 21:00 | Francia                                                 | 5:2 (4:0) | Islandia                          | Stade de France, Saint-Denis                              |                                                           |
|                           | Giroud 12', 59' · Pogba 20' · Payet 42' · Griezmann 45' | Reporte   | Sigþórsson 56' · B. Bjarnason 84' | Asistencia: 76 833 espectadores Árbitro(s): Björn Kuipers | Asistencia: 76 833 espectadores Árbitro(s): Björn Kuipers |

#### Semifinales
| 6 de julio de 2016, 21:00 | Portugal               | 2:0 (0:0) | Gales | Stade des Lumières, Lyon                                   |                                                            |
|                           | Ronaldo 50' · Nani 53' | Reporte   |       | Asistencia: 55 679 espectadores Árbitro(s): Jonas Eriksson | Asistencia: 55 679 espectadores Árbitro(s): Jonas Eriksson |

| 7 de julio de 2016, 21:00 | Alemania | 0:2 (0:1) | Francia                      | Stade Vélodrome, Marsella                                  |                                                            |
|                           |          | Reporte   | Griezmann 45'+2' (pen.), 72' | Asistencia: 64 078 espectadores Árbitro(s): Nicola Rizzoli | Asistencia: 64 078 espectadores Árbitro(s): Nicola Rizzoli |

#### Final
| 10 de julio de 2016, 21:00                                                  | Portugal  | 1:0 (0:0, 0:0) (t. s.) | Francia | Stade de France, Saint-Denis                                 |                                                              |
|                                                                             | Éder 109' | Reporte                |         | Asistencia: 75 868 espectadores Árbitro(s): Mark Clattenburg | Asistencia: 75 868 espectadores Árbitro(s): Mark Clattenburg |
| Francia es la segunda selección anfitriona en perder una final de Eurocopa. |           |                        |         |                                                              |                                                              |

|                     |
| Bandera de Portugal |
| Campeón Portugal    |
| 1.er título         |

## Estadísticas
| Jugador           | Selección | Goles | PJ |
| Antoine Griezmann | Francia   | 6     | 7  |
| ----------------- | --------- | ----- | -- |
| Álvaro Morata     | España    | 3     | 4  |
| Olivier Giroud    | Francia   | 3     | 5  |
| Gareth Bale       | Gales     | 3     | 6  |
| Cristiano Ronaldo | Portugal  | 3     | 7  |
| Dimitri Payet     | Francia   | 3     | 7  |
| Nani              | Portugal  | 3     | 7  |

| Lista completa | Lista completa    | Lista completa | Lista completa | Lista completa |
| --- | ----------------- | -------------- | -------------- | -------------- |
| \| Jugador \| Selección \| \| PJ \| \| ------------------------- \| ----------------- \| - \| -- \| \| Éder \| Portugal \| 1 \| 3 \| \| Bogdan Stancu \| Rumania \| 2 \| 3 \| \| Robbie Brady \| Irlanda \| 2 \| 4 \| \| Balázs Dzsudzsák \| Hungría \| 2 \| 4 \| \| Mario Gómez \| Alemania \| 2 \| 4 \| \| Graziano Pellè \| Italia \| 2 \| 4 \| \| Ivan Perišić \| Croacia \| 2 \| 4 \| \| Birkir Bjarnason \| Islandia \| 2 \| 5 \| \| Jakub Błaszczykowski \| Polonia \| 2 \| 5 \| \| Romelu Lukaku \| Bélgica \| 2 \| 5 \| \| Radja Nainggolan \| Bélgica \| 2 \| 5 \| \| Kolbeinn Sigþórsson \| Islandia \| 2 \| 5 \| \| Hal Robson-Kanu \| Gales \| 2 \| 5 \| \| Michy Batshuayi \| Bélgica \| 1 \| 2 \| \| Nikola Kalinić \| Croacia \| 1 \| 2 \| \| Milan Škoda \| República Checa \| 1 \| 2 \| \| Arnór Ingvi Traustason \| Islandia \| 1 \| 2 \| \| Vasili Berezutski \| Rusia \| 1 \| 3 \| \| Ondrej Duda \| Eslovaquia \| 1 \| 3 \| \| Denis Glushakov \| Rusia \| 1 \| 3 \| \| Niall McGinn \| Irlanda del Norte \| 1 \| 3 \| \| Luka Modrić \| Croacia \| 1 \| 3 \| \| Shkodran Mustafi \| Alemania \| 1 \| 3 \| \| Tomáš Necid \| República Checa \| 1 \| 3 \| \| Armando Sadiku \| Albania \| 1 \| 3 \| \| Alessandro Schöpf \| Austria \| 1 \| 3 \| \| Zoltán Stieber \| Hungría \| 1 \| 3 \| \| Daniel Sturridge \| Inglaterra \| 1 \| 3 \| \| Ozan Tufan \| Turquía \| 1 \| 3 \| \| Jamie Vardy \| Inglaterra \| 1 \| 3 \| \| Burak Yılmaz \| Turquía \| 1 \| 3 \| \| Giorgio Chiellini \| Italia \| 1 \| 4 \| \| Eric Dier \| Inglaterra \| 1 \| 4 \| \| Éder \| Italia \| 1 \| 4 \| \| Zoltán Gera \| Hungría \| 1 \| 4 \| \| Emanuele Giaccherini \| Italia \| 1 \| 4 \| \| Marek Hamšík \| Eslovaquia \| 1 \| 4 \| \| Wes Hoolahan \| Irlanda \| 1 \| 4 \| \| Gareth McAuley \| Irlanda del Norte \| 1 \| 4 \| \| Admir Mehmedi \| Suiza \| 1 \| 4 \| \| Nolito \| España \| 1 \| 4 \| \| Gerard Piqué \| España \| 1 \| 4 \| \| Ivan Rakitić \| Croacia \| 1 \| 4 \| \| Wayne Rooney \| Inglaterra \| 1 \| 4 \| \| Fabian Schär \| Suiza \| 1 \| 4 \| \| Xherdan Shaqiri \| Suiza \| 1 \| 4 \| \| Ádám Szalai \| Hungría \| 1 \| 4 \| \| Sam Vokes \| Gales \| 1 \| 4 \| \| Vladimír Weiss \| Eslovaquia \| 1 \| 4 \| \| Toby Alderweireld \| Bélgica \| 1 \| 5 \| \| Jón Daði Böðvarsson \| Islandia \| 1 \| 5 \| \| Leonardo Bonucci \| Italia \| 1 \| 5 \| \| Julian Draxler \| Alemania \| 1 \| 5 \| \| Yannick Ferreira Carrasco \| Bélgica \| 1 \| 5 \| \| Eden Hazard \| Bélgica \| 1 \| 5 \| \| Robert Lewandowski \| Polonia \| 1 \| 5 \| \| Arkadiusz Milik \| Polonia \| 1 \| 5 \| \| Aaron Ramsey \| Gales \| 1 \| 5 \| \| Renato Sanches \| Portugal \| 1 \| 5 \| \| Gylfi Sigurðsson \| Islandia \| 1 \| 5 \| \| Ragnar Sigurðsson \| Islandia \| 1 \| 5 \| \| Axel Witsel \| Bélgica \| 1 \| 5 \| \| Jérôme Boateng \| Alemania \| 1 \| 6 \| \| Mesut Özil \| Alemania \| 1 \| 6 \| \| Paul Pogba \| Francia \| 1 \| 6 \| \| Ricardo Quaresma \| Portugal \| 1 \| 6 \| \| Bastian Schweinsteiger \| Alemania \| 1 \| 6 \| \| Neil Taylor \| Gales \| 1 \| 6 \| \| Ashley Williams \| Gales \| 1 \| 6 \| |                   |                |                |                |
| Jugador | Selección         | Goles          | PJ             |                |
| Éder | Portugal          | 1              | 3              |                |
| Bogdan Stancu | Rumania           | 2              | 3              |                |
| Robbie Brady | Irlanda           | 2              | 4              |                |
| Balázs Dzsudzsák | Hungría           | 2              | 4              |                |
| Mario Gómez | Alemania          | 2              | 4              |                |
| Graziano Pellè | Italia            | 2              | 4              |                |
| Ivan Perišić | Croacia           | 2              | 4              |                |
| Birkir Bjarnason | Islandia          | 2              | 5              |                |
| Jakub Błaszczykowski | Polonia           | 2              | 5              |                |
| Romelu Lukaku | Bélgica           | 2              | 5              |                |
| Radja Nainggolan | Bélgica           | 2              | 5              |                |
| Kolbeinn Sigþórsson | Islandia          | 2              | 5              |                |
| Hal Robson-Kanu | Gales             | 2              | 5              |                |
| Michy Batshuayi | Bélgica           | 1              | 2              |                |
| Nikola Kalinić | Croacia           | 1              | 2              |                |
| Milan Škoda | República Checa   | 1              | 2              |                |
| Arnór Ingvi Traustason | Islandia          | 1              | 2              |                |
| Vasili Berezutski | Rusia             | 1              | 3              |                |
| Ondrej Duda | Eslovaquia        | 1              | 3              |                |
| Denis Glushakov | Rusia             | 1              | 3              |                |
| Niall McGinn | Irlanda del Norte | 1              | 3              |                |
| Luka Modrić | Croacia           | 1              | 3              |                |
| Shkodran Mustafi | Alemania          | 1              | 3              |                |
| Tomáš Necid | República Checa   | 1              | 3              |                |
| Armando Sadiku | Albania           | 1              | 3              |                |
| Alessandro Schöpf | Austria           | 1              | 3              |                |
| Zoltán Stieber | Hungría           | 1              | 3              |                |
| Daniel Sturridge | Inglaterra        | 1              | 3              |                |
| Ozan Tufan | Turquía           | 1              | 3              |                |
| Jamie Vardy | Inglaterra        | 1              | 3              |                |
| Burak Yılmaz | Turquía           | 1              | 3              |                |
| Giorgio Chiellini | Italia            | 1              | 4              |                |
| Eric Dier | Inglaterra        | 1              | 4              |                |
| Éder | Italia            | 1              | 4              |                |
| Zoltán Gera | Hungría           | 1              | 4              |                |
| Emanuele Giaccherini | Italia            | 1              | 4              |                |
| Marek Hamšík | Eslovaquia        | 1              | 4              |                |
| Wes Hoolahan | Irlanda           | 1              | 4              |                |
| Gareth McAuley | Irlanda del Norte | 1              | 4              |                |
| Admir Mehmedi | Suiza             | 1              | 4              |                |
| Nolito | España            | 1              | 4              |                |
| Gerard Piqué | España            | 1              | 4              |                |
| Ivan Rakitić | Croacia           | 1              | 4              |                |
| Wayne Rooney | Inglaterra        | 1              | 4              |                |
| Fabian Schär | Suiza             | 1              | 4              |                |
| Xherdan Shaqiri | Suiza             | 1              | 4              |                |
| Ádám Szalai | Hungría           | 1              | 4              |                |
| Sam Vokes | Gales             | 1              | 4              |                |
| Vladimír Weiss | Eslovaquia        | 1              | 4              |                |
| Toby Alderweireld | Bélgica           | 1              | 5              |                |
| Jón Daði Böðvarsson | Islandia          | 1              | 5              |                |
| Leonardo Bonucci | Italia            | 1              | 5              |                |
| Julian Draxler | Alemania          | 1              | 5              |                |
| Yannick Ferreira Carrasco | Bélgica           | 1              | 5              |                |
| Eden Hazard | Bélgica           | 1              | 5              |                |
| Robert Lewandowski | Polonia           | 1              | 5              |                |
| Arkadiusz Milik | Polonia           | 1              | 5              |                |
| Aaron Ramsey | Gales             | 1              | 5              |                |
| Renato Sanches | Portugal          | 1              | 5              |                |
| Gylfi Sigurðsson | Islandia          | 1              | 5              |                |
| Ragnar Sigurðsson | Islandia          | 1              | 5              |                |
| Axel Witsel | Bélgica           | 1              | 5              |                |
| Jérôme Boateng | Alemania          | 1              | 6              |                |
| Mesut Özil | Alemania          | 1              | 6              |                |
| Paul Pogba | Francia           | 1              | 6              |                |
| Ricardo Quaresma | Portugal          | 1              | 6              |                |
| Bastian Schweinsteiger | Alemania          | 1              | 6              |                |
| Neil Taylor | Gales             | 1              | 6              |                |
| Ashley Williams | Gales             | 1              | 6              |                |

| Jugador                   | Selección         | Goles | PJ |
| ------------------------- | ----------------- | ----- | -- |
| Éder                      | Portugal          | 1     | 3  |
| Bogdan Stancu             | Rumania           | 2     | 3  |
| Robbie Brady              | Irlanda           | 2     | 4  |
| Balázs Dzsudzsák          | Hungría           | 2     | 4  |
| Mario Gómez               | Alemania          | 2     | 4  |
| Graziano Pellè            | Italia            | 2     | 4  |
| Ivan Perišić              | Croacia           | 2     | 4  |
| Birkir Bjarnason          | Islandia          | 2     | 5  |
| Jakub Błaszczykowski      | Polonia           | 2     | 5  |
| Romelu Lukaku             | Bélgica           | 2     | 5  |
| Radja Nainggolan          | Bélgica           | 2     | 5  |
| Kolbeinn Sigþórsson       | Islandia          | 2     | 5  |
| Hal Robson-Kanu           | Gales             | 2     | 5  |
| Michy Batshuayi           | Bélgica           | 1     | 2  |
| Nikola Kalinić            | Croacia           | 1     | 2  |
| Milan Škoda               | República Checa   | 1     | 2  |
| Arnór Ingvi Traustason    | Islandia          | 1     | 2  |
| Vasili Berezutski         | Rusia             | 1     | 3  |
| Ondrej Duda               | Eslovaquia        | 1     | 3  |
| Denis Glushakov           | Rusia             | 1     | 3  |
| Niall McGinn              | Irlanda del Norte | 1     | 3  |
| Luka Modrić               | Croacia           | 1     | 3  |
| Shkodran Mustafi          | Alemania          | 1     | 3  |
| Tomáš Necid               | República Checa   | 1     | 3  |
| Armando Sadiku            | Albania           | 1     | 3  |
| Alessandro Schöpf         | Austria           | 1     | 3  |
| Zoltán Stieber            | Hungría           | 1     | 3  |
| Daniel Sturridge          | Inglaterra        | 1     | 3  |
| Ozan Tufan                | Turquía           | 1     | 3  |
| Jamie Vardy               | Inglaterra        | 1     | 3  |
| Burak Yılmaz              | Turquía           | 1     | 3  |
| Giorgio Chiellini         | Italia            | 1     | 4  |
| Eric Dier                 | Inglaterra        | 1     | 4  |
| Éder                      | Italia            | 1     | 4  |
| Zoltán Gera               | Hungría           | 1     | 4  |
| Emanuele Giaccherini      | Italia            | 1     | 4  |
| Marek Hamšík              | Eslovaquia        | 1     | 4  |
| Wes Hoolahan              | Irlanda           | 1     | 4  |
| Gareth McAuley            | Irlanda del Norte | 1     | 4  |
| Admir Mehmedi             | Suiza             | 1     | 4  |
| Nolito                    | España            | 1     | 4  |
| Gerard Piqué              | España            | 1     | 4  |
| Ivan Rakitić              | Croacia           | 1     | 4  |
| Wayne Rooney              | Inglaterra        | 1     | 4  |
| Fabian Schär              | Suiza             | 1     | 4  |
| Xherdan Shaqiri           | Suiza             | 1     | 4  |
| Ádám Szalai               | Hungría           | 1     | 4  |
| Sam Vokes                 | Gales             | 1     | 4  |
| Vladimír Weiss            | Eslovaquia        | 1     | 4  |
| Toby Alderweireld         | Bélgica           | 1     | 5  |
| Jón Daði Böðvarsson       | Islandia          | 1     | 5  |
| Leonardo Bonucci          | Italia            | 1     | 5  |
| Julian Draxler            | Alemania          | 1     | 5  |
| Yannick Ferreira Carrasco | Bélgica           | 1     | 5  |
| Eden Hazard               | Bélgica           | 1     | 5  |
| Robert Lewandowski        | Polonia           | 1     | 5  |
| Arkadiusz Milik           | Polonia           | 1     | 5  |
| Aaron Ramsey              | Gales             | 1     | 5  |
| Renato Sanches            | Portugal          | 1     | 5  |
| Gylfi Sigurðsson          | Islandia          | 1     | 5  |
| Ragnar Sigurðsson         | Islandia          | 1     | 5  |
| Axel Witsel               | Bélgica           | 1     | 5  |
| Jérôme Boateng            | Alemania          | 1     | 6  |
| Mesut Özil                | Alemania          | 1     | 6  |
| Paul Pogba                | Francia           | 1     | 6  |
| Ricardo Quaresma          | Portugal          | 1     | 6  |
| Bastian Schweinsteiger    | Alemania          | 1     | 6  |
| Neil Taylor               | Gales             | 1     | 6  |
| Ashley Williams           | Gales             | 1     | 6  |

| Jugador              | Selección         | Rival         | Anotado · Autogol | PJ |
| -------------------- | ----------------- | ------------- | ----------------- | -- |
| Ciaran Clark         | Irlanda           | (vs. Suecia)  | 1                 | 2  |
| Gareth McAuley       | Irlanda del Norte | (vs. Gales)   | 1                 | 4  |
| Birkir Már Sævarsson | Islandia          | (vs. Hungría) | 1                 | 5  |

| Jugador           | Selección | Asistencias | PJ |
| Eden Hazard       | Bélgica   | 4           | 5  |
| Aaron Ramsey      | Gales     | 4           | 5  |
| ----------------- | --------- | ----------- | -- |
| Cristiano Ronaldo | Portugal  | 3           | 7  |
| Kevin De Bruyne   | Bélgica   | 3           | 5  |
| Kári Árnason      | Islandia  | 2           | 5  |
| Olivier Giroud    | Francia   | 2           | 5  |
| Kamil Grosicki    | Polonia   | 2           | 5  |
| Antoine Griezmann | Francia   | 2           | 7  |
| Dimitri Payet     | Francia   | 2           | 7  |

| Lista completa | Lista completa    | Lista completa | Lista completa | Lista completa |
| --- | ----------------- | -------------- | -------------- | -------------- |
| \| Jugador \| Selección \| \| PJ \| \| ----------------------- \| ----------------- \| - \| -- \| \| Eren Derdiyok \| Suiza \| 1 \| 1 \| \| Antonio Candreva \| Italia \| 1 \| 2 \| \| Nikola Kalinić \| Croacia \| 1 \| 2 \| \| László Kleinheisler \| Hungría \| 1 \| 2 \| \| Emre Mor \| Turquía \| 1 \| 2 \| \| Tamás Priskin \| Hungría \| 1 \| 2 \| \| Tomáš Rosický \| República Checa \| 1 \| 2 \| \| Oleg Shatov \| Rusia \| 1 \| 2 \| \| Georgi Shchennikov \| Rusia \| 1 \| 2 \| \| David Alaba \| Austria \| 1 \| 3 \| \| Theódór Elmar Bjarnason \| Islandia \| 1 \| 3 \| \| Marcelo Brozović \| Croacia \| 1 \| 3 \| \| Róbert Mak \| Eslovaquia \| 1 \| 3 \| \| Ledian Memushaj \| Albania \| 1 \| 3 \| \| Mehmet Topal \| Turquía \| 1 \| 3 \| \| Simone Zaza \| Italia \| 1 \| 3 \| \| Jordi Alba \| España \| 1 \| 4 \| \| Dele Alli \| Inglaterra \| 1 \| 4 \| \| Seamus Coleman \| Irlanda \| 1 \| 4 \| \| Matteo Darmian \| Italia \| 1 \| 4 \| \| Cesc Fàbregas \| España \| 1 \| 4 \| \| Emanuele Giaccherini \| Italia \| 1 \| 4 \| \| Raphaël Guerreiro \| Portugal \| 1 \| 4 \| \| Marek Hamšík \| Eslovaquia \| 1 \| 4 \| \| Wes Hoolahan \| Irlanda \| 1 \| 4 \| \| Andrés Iniesta \| España \| 1 \| 4 \| \| Thomas Meunier \| Bélgica \| 1 \| 4 \| \| Nolito \| España \| 1 \| 4 \| \| Oliver Norwood \| Irlanda del Norte \| 1 \| 4 \| \| Ivan Perišić \| Croacia \| 1 \| 4 \| \| Adil Rami \| Francia \| 1 \| 4 \| \| Xherdan Shaqiri \| Suiza \| 1 \| 4 \| \| Vladimír Weiss \| Eslovaquia \| 1 \| 4 \| \| Jakub Błaszczykowski \| Polonia \| 1 \| 5 \| \| Jón Daði Böðvarsson \| Islandia \| 1 \| 5 \| \| Leonardo Bonucci \| Italia \| 1 \| 5 \| \| Julian Draxler \| Alemania \| 1 \| 5 \| \| André-Pierre Gignac \| Francia \| 1 \| 5 \| \| André Gomes \| Portugal \| 1 \| 5 \| \| Jóhann Berg Guðmundsson \| Islandia \| 1 \| 5 \| \| Arkadiusz Milik \| Polonia \| 1 \| 5 \| \| Radja Nainggolan \| Bélgica \| 1 \| 5 \| \| Gylfi Sigurðsson \| Islandia \| 1 \| 5 \| \| Ari Skúlason \| Islandia \| 1 \| 5 \| \| Joe Allen \| Gales \| 1 \| 6 \| \| Chris Gunter \| Gales \| 1 \| 6 \| \| Jonas Hector \| Alemania \| 1 \| 6 \| \| Toni Kroos \| Alemania \| 1 \| 6 \| \| João Mário \| Portugal \| 1 \| 6 \| \| Blaise Matuidi \| Francia \| 1 \| 6 \| \| Thomas Müller \| Alemania \| 1 \| 6 \| \| Nani \| Portugal \| 1 \| 6 \| \| Mesut Özil \| Alemania \| 1 \| 6 \| \| Ricardo Quaresma \| Portugal \| 1 \| 6 \| \| Bacary Sagna \| Francia \| 1 \| 6 \| |                   |                |                |                |
| Jugador | Selección         | Asistencias    | PJ             |                |
| Eren Derdiyok | Suiza             | 1              | 1              |                |
| Antonio Candreva | Italia            | 1              | 2              |                |
| Nikola Kalinić | Croacia           | 1              | 2              |                |
| László Kleinheisler | Hungría           | 1              | 2              |                |
| Emre Mor | Turquía           | 1              | 2              |                |
| Tamás Priskin | Hungría           | 1              | 2              |                |
| Tomáš Rosický | República Checa   | 1              | 2              |                |
| Oleg Shatov | Rusia             | 1              | 2              |                |
| Georgi Shchennikov | Rusia             | 1              | 2              |                |
| David Alaba | Austria           | 1              | 3              |                |
| Theódór Elmar Bjarnason | Islandia          | 1              | 3              |                |
| Marcelo Brozović | Croacia           | 1              | 3              |                |
| Róbert Mak | Eslovaquia        | 1              | 3              |                |
| Ledian Memushaj | Albania           | 1              | 3              |                |
| Mehmet Topal | Turquía           | 1              | 3              |                |
| Simone Zaza | Italia            | 1              | 3              |                |
| Jordi Alba | España            | 1              | 4              |                |
| Dele Alli | Inglaterra        | 1              | 4              |                |
| Seamus Coleman | Irlanda           | 1              | 4              |                |
| Matteo Darmian | Italia            | 1              | 4              |                |
| Cesc Fàbregas | España            | 1              | 4              |                |
| Emanuele Giaccherini | Italia            | 1              | 4              |                |
| Raphaël Guerreiro | Portugal          | 1              | 4              |                |
| Marek Hamšík | Eslovaquia        | 1              | 4              |                |
| Wes Hoolahan | Irlanda           | 1              | 4              |                |
| Andrés Iniesta | España            | 1              | 4              |                |
| Thomas Meunier | Bélgica           | 1              | 4              |                |
| Nolito | España            | 1              | 4              |                |
| Oliver Norwood | Irlanda del Norte | 1              | 4              |                |
| Ivan Perišić | Croacia           | 1              | 4              |                |
| Adil Rami | Francia           | 1              | 4              |                |
| Xherdan Shaqiri | Suiza             | 1              | 4              |                |
| Vladimír Weiss | Eslovaquia        | 1              | 4              |                |
| Jakub Błaszczykowski | Polonia           | 1              | 5              |                |
| Jón Daði Böðvarsson | Islandia          | 1              | 5              |                |
| Leonardo Bonucci | Italia            | 1              | 5              |                |
| Julian Draxler | Alemania          | 1              | 5              |                |
| André-Pierre Gignac | Francia           | 1              | 5              |                |
| André Gomes | Portugal          | 1              | 5              |                |
| Jóhann Berg Guðmundsson | Islandia          | 1              | 5              |                |
| Arkadiusz Milik | Polonia           | 1              | 5              |                |
| Radja Nainggolan | Bélgica           | 1              | 5              |                |
| Gylfi Sigurðsson | Islandia          | 1              | 5              |                |
| Ari Skúlason | Islandia          | 1              | 5              |                |
| Joe Allen | Gales             | 1              | 6              |                |
| Chris Gunter | Gales             | 1              | 6              |                |
| Jonas Hector | Alemania          | 1              | 6              |                |
| Toni Kroos | Alemania          | 1              | 6              |                |
| João Mário | Portugal          | 1              | 6              |                |
| Blaise Matuidi | Francia           | 1              | 6              |                |
| Thomas Müller | Alemania          | 1              | 6              |                |
| Nani | Portugal          | 1              | 6              |                |
| Mesut Özil | Alemania          | 1              | 6              |                |
| Ricardo Quaresma | Portugal          | 1              | 6              |                |
| Bacary Sagna | Francia           | 1              | 6              |                |

| Jugador                 | Selección         | Asistencias | PJ |
| ----------------------- | ----------------- | ----------- | -- |
| Eren Derdiyok           | Suiza             | 1           | 1  |
| Antonio Candreva        | Italia            | 1           | 2  |
| Nikola Kalinić          | Croacia           | 1           | 2  |
| László Kleinheisler     | Hungría           | 1           | 2  |
| Emre Mor                | Turquía           | 1           | 2  |
| Tamás Priskin           | Hungría           | 1           | 2  |
| Tomáš Rosický           | República Checa   | 1           | 2  |
| Oleg Shatov             | Rusia             | 1           | 2  |
| Georgi Shchennikov      | Rusia             | 1           | 2  |
| David Alaba             | Austria           | 1           | 3  |
| Theódór Elmar Bjarnason | Islandia          | 1           | 3  |
| Marcelo Brozović        | Croacia           | 1           | 3  |
| Róbert Mak              | Eslovaquia        | 1           | 3  |
| Ledian Memushaj         | Albania           | 1           | 3  |
| Mehmet Topal            | Turquía           | 1           | 3  |
| Simone Zaza             | Italia            | 1           | 3  |
| Jordi Alba              | España            | 1           | 4  |
| Dele Alli               | Inglaterra        | 1           | 4  |
| Seamus Coleman          | Irlanda           | 1           | 4  |
| Matteo Darmian          | Italia            | 1           | 4  |
| Cesc Fàbregas           | España            | 1           | 4  |
| Emanuele Giaccherini    | Italia            | 1           | 4  |
| Raphaël Guerreiro       | Portugal          | 1           | 4  |
| Marek Hamšík            | Eslovaquia        | 1           | 4  |
| Wes Hoolahan            | Irlanda           | 1           | 4  |
| Andrés Iniesta          | España            | 1           | 4  |
| Thomas Meunier          | Bélgica           | 1           | 4  |
| Nolito                  | España            | 1           | 4  |
| Oliver Norwood          | Irlanda del Norte | 1           | 4  |
| Ivan Perišić            | Croacia           | 1           | 4  |
| Adil Rami               | Francia           | 1           | 4  |
| Xherdan Shaqiri         | Suiza             | 1           | 4  |
| Vladimír Weiss          | Eslovaquia        | 1           | 4  |
| Jakub Błaszczykowski    | Polonia           | 1           | 5  |
| Jón Daði Böðvarsson     | Islandia          | 1           | 5  |
| Leonardo Bonucci        | Italia            | 1           | 5  |
| Julian Draxler          | Alemania          | 1           | 5  |
| André-Pierre Gignac     | Francia           | 1           | 5  |
| André Gomes             | Portugal          | 1           | 5  |
| Jóhann Berg Guðmundsson | Islandia          | 1           | 5  |
| Arkadiusz Milik         | Polonia           | 1           | 5  |
| Radja Nainggolan        | Bélgica           | 1           | 5  |
| Gylfi Sigurðsson        | Islandia          | 1           | 5  |
| Ari Skúlason            | Islandia          | 1           | 5  |
| Joe Allen               | Gales             | 1           | 6  |
| Chris Gunter            | Gales             | 1           | 6  |
| Jonas Hector            | Alemania          | 1           | 6  |
| Toni Kroos              | Alemania          | 1           | 6  |
| João Mário              | Portugal          | 1           | 6  |
| Blaise Matuidi          | Francia           | 1           | 6  |
| Thomas Müller           | Alemania          | 1           | 6  |
| Nani                    | Portugal          | 1           | 6  |
| Mesut Özil              | Alemania          | 1           | 6  |
| Ricardo Quaresma        | Portugal          | 1           | 6  |
| Bacary Sagna            | Francia           | 1           | 6  |

### Clasificación general

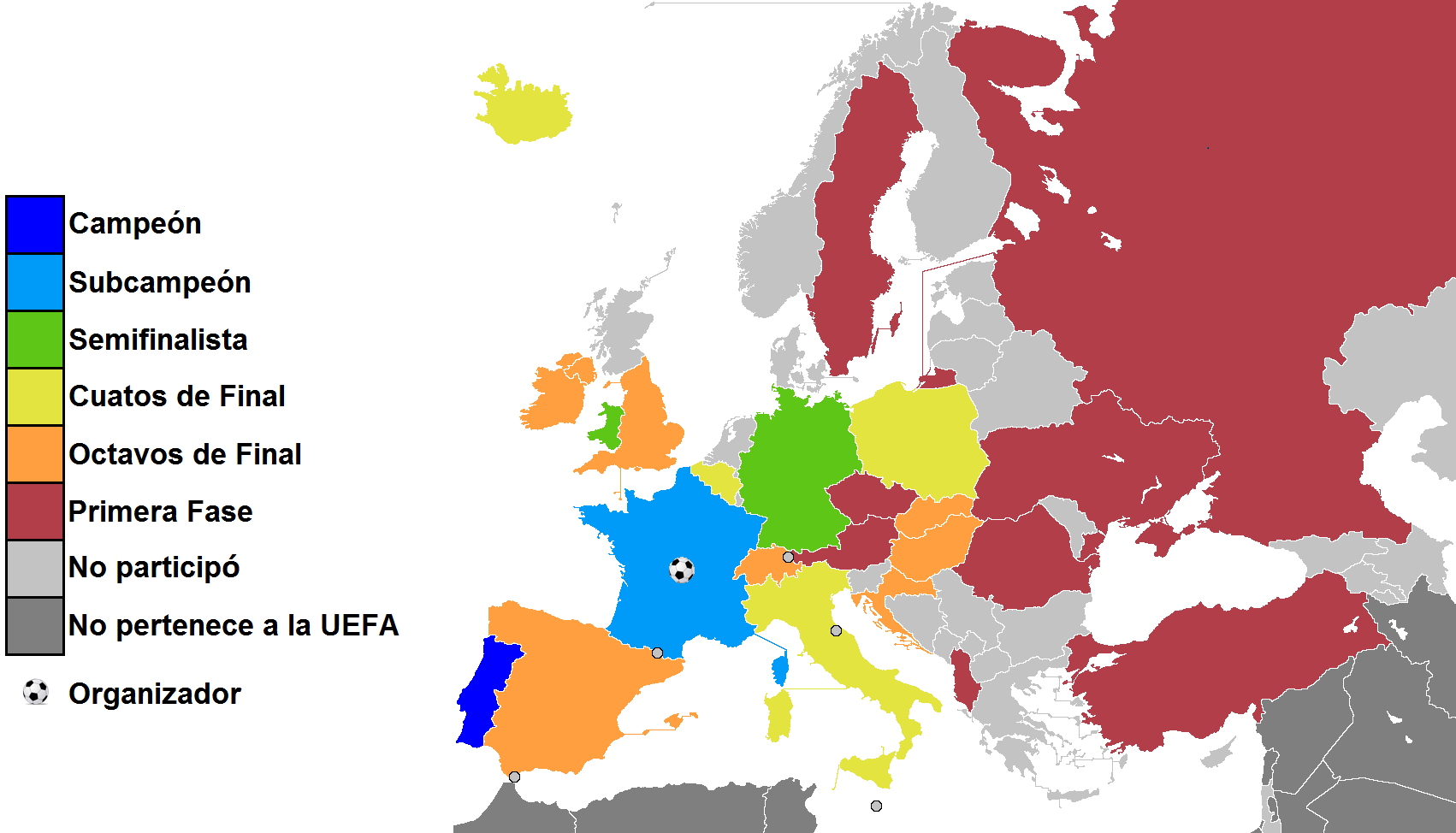
Mapa según los resultados del torneo.

Las tablas de rendimiento no reflejan la clasificación final de los equipos, sino que muestran el rendimiento de los mismos atendiendo a la ronda final alcanzada. Si en la segunda fase algún partido se define mediante tiros de penal, el resultado final del juego se considera empate.
| Pos. | Selección         | Pts | PJ | PG | PE | PP | GF | GC | Dif. | Rend. |
| ---- | ----------------- | --- | -- | -- | -- | -- | -- | -- | ---- | ----- |
| 1    | Portugal          | 13  | 7  | 3  | 4  | 0  | 9  | 5  | 4    | 61.9% |
| 2    | Francia           | 16  | 7  | 5  | 1  | 1  | 13 | 5  | 8    | 76.2% |
| 3    | Gales             | 12  | 6  | 4  | 0  | 2  | 10 | 6  | 4    | 66.7% |
| 4    | Alemania          | 11  | 6  | 3  | 2  | 1  | 7  | 3  | 4    | 61.1% |
| 5    | Italia            | 10  | 5  | 3  | 1  | 1  | 6  | 2  | 4    | 66.7% |
| 6    | Bélgica           | 9   | 5  | 3  | 0  | 2  | 9  | 5  | 4    | 60%   |
| 7    | Polonia           | 9   | 5  | 2  | 3  | 0  | 4  | 2  | 2    | 60%   |
| 8    | Islandia          | 8   | 5  | 2  | 2  | 1  | 8  | 9  | −1   | 53.3% |
| 9    | Croacia           | 7   | 4  | 2  | 1  | 1  | 5  | 4  | 1    | 58.3% |
| 10   | España            | 6   | 4  | 2  | 0  | 2  | 5  | 4  | 1    | 50%   |
| 11   | Suiza             | 6   | 4  | 1  | 3  | 0  | 3  | 2  | 1    | 50%   |
| 12   | Inglaterra        | 5   | 4  | 1  | 2  | 1  | 4  | 4  | 0    | 41.7% |
| 13   | Hungría           | 5   | 4  | 1  | 2  | 1  | 6  | 8  | −2   | 41.7% |
| 14   | Eslovaquia        | 4   | 4  | 1  | 1  | 2  | 3  | 6  | −3   | 33.3% |
| 15   | Irlanda           | 4   | 4  | 1  | 1  | 2  | 3  | 6  | −3   | 33.3% |
| 16   | Irlanda del Norte | 3   | 4  | 1  | 0  | 3  | 2  | 3  | −1   | 25%   |
| 17   | Turquía           | 3   | 3  | 1  | 0  | 2  | 2  | 4  | −2   | 33.3% |
| 18   | Albania           | 3   | 3  | 1  | 0  | 2  | 1  | 3  | −2   | 33.3% |
| 19   | Rumania           | 1   | 3  | 0  | 1  | 2  | 2  | 4  | −2   | 11.1% |
| 20   | Suecia            | 1   | 3  | 0  | 1  | 2  | 1  | 3  | −2   | 11.1% |
| 21   | República Checa   | 1   | 3  | 0  | 1  | 2  | 2  | 5  | −3   | 11.1% |
| 22   | Austria           | 1   | 3  | 0  | 1  | 2  | 1  | 4  | −3   | 11.1% |
| 23   | Rusia             | 1   | 3  | 0  | 1  | 2  | 2  | 6  | −4   | 11.1% |
| 24   | Ucrania           | 0   | 3  | 0  | 0  | 3  | 0  | 5  | −5   | 0%    |

## Premios y reconocimientos

### Jugador del partido
Al finalizar cada encuentro se elige a un jugador como el mejor del partido. El premio es otorgado al jugador con mayor incidencia en el juego y se denominó oficialmente Carlsberg Man of the Match.
| Fase de grupos - 1.ª jornada | Fase de grupos - 1.ª jornada | Fase de grupos - 2.ª jornada | Fase de grupos - 2.ª jornada | Fase de grupos - 3.ª jornada | Fase de grupos - 3.ª jornada | Fase de eliminación | Fase de eliminación |
| Jugador                      | Partido                      | Jugador                      | Partido                      | Jugador                      | Partido                      | Jugador             | Partido             |
| ---------------------------- | ---------------------------- | ---------------------------- | ---------------------------- | ---------------------------- | ---------------------------- | ------------------- | ------------------- |
| Dimitri Payet                | 2:1                          | Dimitri Payet                | 2:0                          | Yann Sommer                  | 0:0                          | Xherdan Shaqiri     | 1:1 (4:5)           |
| Granit Xhaka                 | 0:1                          | Granit Xhaka                 | 1:1                          | Arlind Ajeti                 | 0:1                          | Gareth Bale         | 1:0                 |
| Joe Allen                    | 2:1                          | Marek Hamšík                 | 1:2                          | Aaron Ramsey                 | 0:3                          | Renato Sanches      | 0:1                 |
| Eric Dier                    | 1:1                          | Kyle Walker                  | 2:1                          | Matúš Kozáčik                | 0:0                          | Antoine Griezmann   | 2:1                 |
| Grzegorz Krychowiak          | 1:0                          | Gareth McAuley               | 0:2                          | Ruslan Rotan                 | 0:1                          | Eden Hazard         | 0:4                 |
| Toni Kroos                   | 2:0                          | Jérôme Boateng               | 0:0                          | Mesut Özil                   | 0:1                          | Julian Draxler      | 3:0                 |
| Luka Modrić                  | 0:1                          | Ivan Rakitić                 | 2:2                          | Burak Yılmaz                 | 0:2                          | Leonardo Bonucci    | 2:0                 |
| Andrés Iniesta               | 1:0                          | Andrés Iniesta               | 3:0                          | Ivan Perišić                 | 2:1                          | Ragnar Sigurðsson   | 1:2                 |
| Wes Hoolahan                 | 1:1                          | Éder                         | 1:0                          | Robbie Brady                 | 0:1                          | Renato Sanches      | 1:1 (3:5)           |
| Emanuele Giaccherini         | 0:2                          | Axel Witsel                  | 3:0                          | Eden Hazard                  | 0:1                          | Hal Robson-Kanu     | 3:1                 |
| László Kleinheisler          | 0:2                          | Kolbeinn Sigþórsson          | 1:1                          | Kári Árnason                 | 2:1                          | Manuel Neuer        | 1:1 (6:5)           |
| Nani                         | 1:1                          | João Moutinho                | 0:0                          | Cristiano Ronaldo            | 3:3                          | Olivier Giroud      | 5:2                 |
|                              |                              |                              |                              |                              |                              | Cristiano Ronaldo   | 2:0                 |
|                              |                              |                              |                              |                              |                              | Antoine Griezmann   | 0:2                 |
|                              |                              |                              |                              |                              |                              | Pepe                | 1:0                 |

### Mejor jugador del torneo
Tras culminar el campeonato el Grupo de Estudios Técnicos de la UEFA eligió al mejor jugador del torneo (MVP).
- Antoine Griezmann

El galo estuvo presente en los siete partidos que jugó su selección en los que registró 6 goles y 2 asistencias de gol, además fue elegido dos veces como el Jugador del partido, en octavos de final ante Irlanda y en semifinales contra Alemania. Con la obtención del premio al Mejor jugador de la Eurocopa 2016 Griezmann se convirtió en el segundo francés en conseguir esta distinción, el primero fue Zinedine Zidane en la Eurocopa 2000.

### Goleador del torneo
El premio al jugador con más goles en el torneo fue presentado por Adidas y se entregó bajo la denominación de Bota de oro, además se entregaron otros dos premios al segundo y tercer mejor goleador bajo las denominaciones de Bota de plata y Bota de bronce respectivamente, ambos presentados también por Adidas.
Si dos o más jugadores quedan empatados en goles se aplican, en ese orden, los siguientes criterios:
a) Mayor número de asistencias.

b) Menor número de minutos jugados.
- Bota de Oro:  Antoine Griezmann (6 goles, 2 asistencias y 555 minutos jugados)[33]

El delantero francés culminó el torneo encabezando la tabla de goleadores con seis goles en siete partidos jugados, además registró dos asistencias de gol. Griezmann inició su racha goleadora en el segundo partido de su selección en el grupo A cuando a los 90 minutos de juego marcó el primer gol de la victoria por dos a cero de Francia sobre Albania. Ya en la etapa de octavos de final fue el autor de los dos goles con los que Francia remontó el gol de Irlanda al inicio del partido, en cuartos de final aportó con un gol en la goleada por 5 a 2 sobre Islandia. Sus últimos dos goles los realizó en semifinales y sirvieron para que su equipo deje en el camino a Alemania. De esta manera Antoine Griezmann es el tercer francés en consagrarse goleador de una Eurocopa, antes lo habían hecho François Heutte, compartido con cuatro jugadores, en la Eurocopa 1960 y Michel Platini en la Eurocopa 1984
- Bota de Plata:  Cristiano Ronaldo (3 goles, 2 asistencias y 625 minutos jugados)[33]

El portugués Ronaldo marcó 3 goles en siete partidos jugados y quedó empatado en la tabla de goleadores junto a Álvaro Morata, Olivier Giroud, Gareth Bale, Dimitri Payet y su compatriota Nani, sin embargo, su mejor registro de asistencias de gol (3 en total) respecto a los otros 5 jugadores le permitió llevarse la Bota de Plata. Cristiano Ronaldo pudo marcar sus dos primeros goles en el empate por 3 a 3 de su selección ante Hungría en la tercera jornada del grupo F, su aporte en este partido resultó vital para que su equipo avance a los octavos de final como uno de los mejores terceros ya que una derrota dejaba a Portugal eliminado del torneo. Su tercer gol llegó en las semifinales y fue uno de los dos con los que Portugal eliminó a Gales.
- Bota de Bronce:  Olivier Giroud (3 goles, 2 asistencias y 456 minutos jugados)[33]

El delantero francés estuvo presente en 5 partidos de los 7 que disputó su selección y fue uno de los 6 jugadores que marcaron 3 goles en el torneo, aplicando el primer criterio de desempate en caso de igualdad de goles Giroud quedó empatado con su compatriota Dimitri Payet, ambos con 3 goles y 2 asistencias, pero lo que le valió quedarse con la Bota de Bronce fue la menor cantidad de minutos jugados. Su primer gol lo hizo ante Rumanía en el debut de su selección, luego fue el autor de dos goles en la victoria francesa por 5 a 2 sobre Islandia en los cuartos de final.

### Jugador joven del torneo
Por primera vez en la Eurocopa se instauró el premio para el mejor joven del torneo al que pudieron optar todos aquellos  jugadores inscritos que hayan nacido a partir del 1 de enero de 1994, es decir, que tengan 22 años o menos. El premio fue presentado por SOCAR, uno de los 10 patrocinadores globales.
El mejor jugador joven del torneo fue elegido por los observadores técnicos de la UEFA, entre ellos Sir Alex Ferguson y Alain Giresse, liderados por el director técnico de la UEFA Ioan Lupescu.
- Renato Sanches

### Equipo del torneo
El equipo de la Eurocopa 2016 fue presentado por los observadores técnicos de la UEFA. A diferencia de ediciones anteriores, en las que se elegían 23 jugadores, esta vez se eligieron solo a 11 para conformar el equipo del torneo. Los 11 jugadores pertenecen a las cuatro selecciones que llegaron a las semifinales y están repartidos de la siguiente manera: 4 portugueses, 2 franceses, 3 alemanes y 2 galeses.
| Pos. | Jugador           | PJ (T/S) | Minutos Jugados | Goles | Asistencias | Tarjetas Amarillas | Doble Tarjeta Amarilla y Roja | Tarjetas Rojas |
| ---- | ----------------- | -------- | --------------- | ----- | ----------- | ------------------ | ----------------------------- | -------------- |
| POR  | Rui Patrício      | 7 (7/0)  | 720'            | 0     | 0           | 1                  | 0                             | 0              |
| DEF  | Joshua Kimmich    | 4 (4/0)  | 390'            | 0     | 0           | 1                  | 0                             | 0              |
| DEF  | Jérôme Boateng    | 6 (6/0)  | 509'            | 1     | 0           | 1                  | 0                             | 0              |
| DEF  | Pepe              | 6 (6/0)  | 630'            | 0     | 0           | 1                  | 0                             | 0              |
| DEF  | Raphaël Guerreiro | 5 (5/0)  | 510'            | 0     | 1           | 1                  | 0                             | 0              |
| MED  | Toni Kroos        | 6 (6/0)  | 570'            | 0     | 1           | 0                  | 0                             | 0              |
| MED  | Joe Allen         | 6 (6/0)  | 524'            | 0     | 1           | 1                  | 0                             | 0              |
| MED  | Antoine Griezmann | 7 (6/1)  | 555'            | 6     | 2           | 0                  | 0                             | 0              |
| MED  | Aaron Ramsey      | 5 (5/0)  | 448'            | 1     | 4           | 2                  | 0                             | 0              |
| MED  | Dimitri Payet     | 7 (6/1)  | 506'            | 3     | 2           | 0                  | 0                             | 0              |
| DEL  | Cristiano Ronaldo | 7 (7/0)  | 625'            | 3     | 3           | 1                  | 0                             | 0              |

## Símbolos y mercadeo

### Mascota
La mascota oficial del torneo se presentó el 18 de noviembre de 2014, antes del partido entre las selecciones de Francia y Suiza. En ese momento no tenía nombre, por lo que se realizó una encuesta en la que participaron 107 790 personas. Super Victor se llevó el 48 % de los votos del público, delante de Driblou (25 %) y Goalix (27 %), nombres propuestos por la UEFA.

### Balón

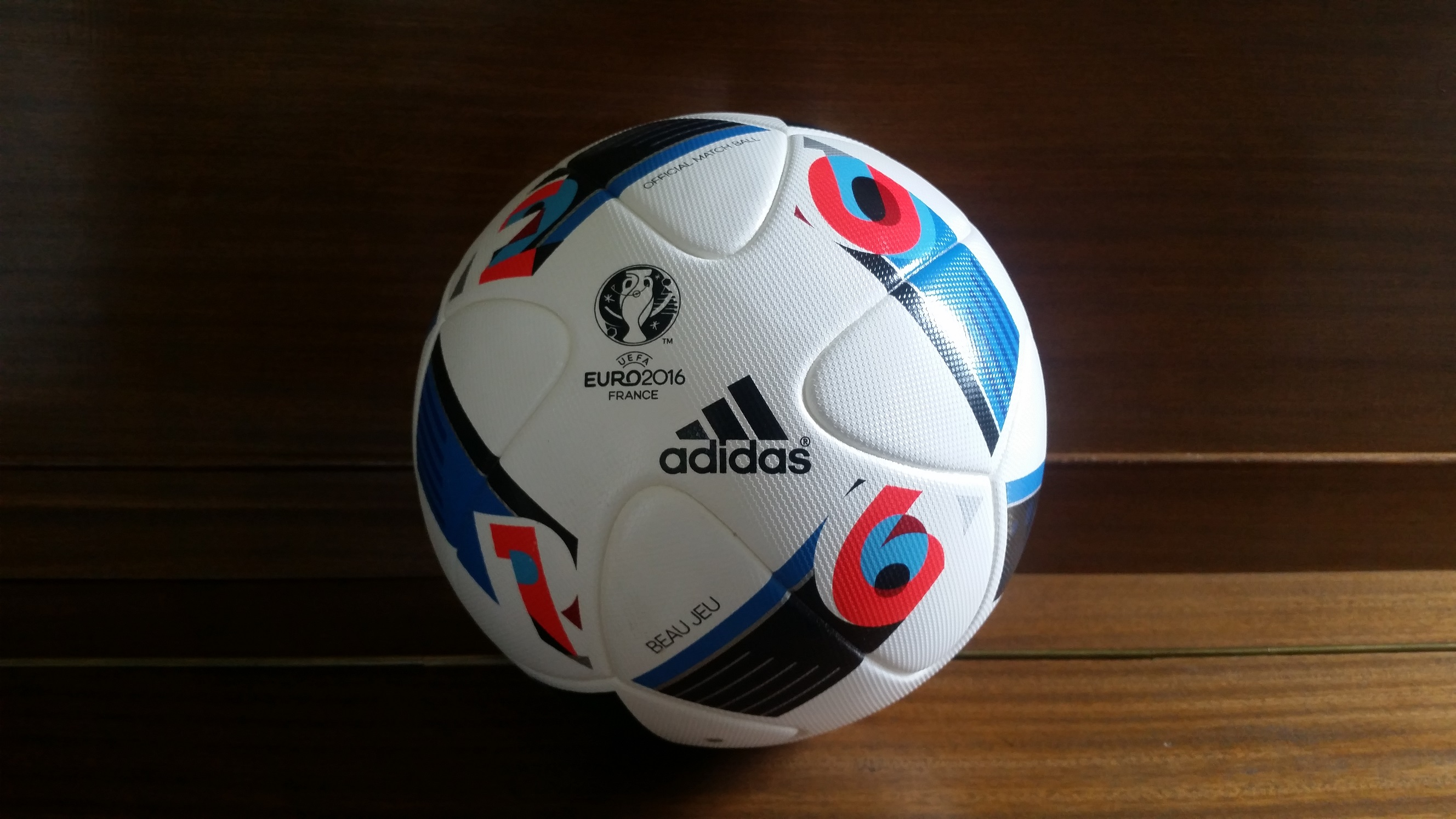
Fotografía del Adidas Beau Jeu, balón utilizado en la fase de grupos de la Eurocopa 2016.

Para la UEFA Euro 2016 se utilizaron dos balones oficiales, el Adidas-Covestro Beau Jeu y el Adidas Fracas, en ambos se puede ver el logotipo de la marca y del torneo europeo.
El Adidas Beau Jeu, traducción en francés de Juego Bonito, fue anunciado como el balón a utilizar en la fase de grupos de la Eurocopa 2016. Es una versión mejorada del Brazuca, utilizado en el Mundial de Brasil 2014, contando con mayor agarre y mejor resistencia al agua. El balón es de color blanco, con combinaciones de azul, naranja y celeste.
El Adidas Fracas fue anunciado en París como el balón de la fase de eliminación de esta edición del campeonato. Diferentes talentos de la música, cultura y la moda de París fueron los responsables de darle nombre a este balón oficial. En el balón predominan los colores rojo y negro, los mismos que según sus diseñadores reflejan la incertidumbre y el drama de la eliminatoria.

### Patrocinio

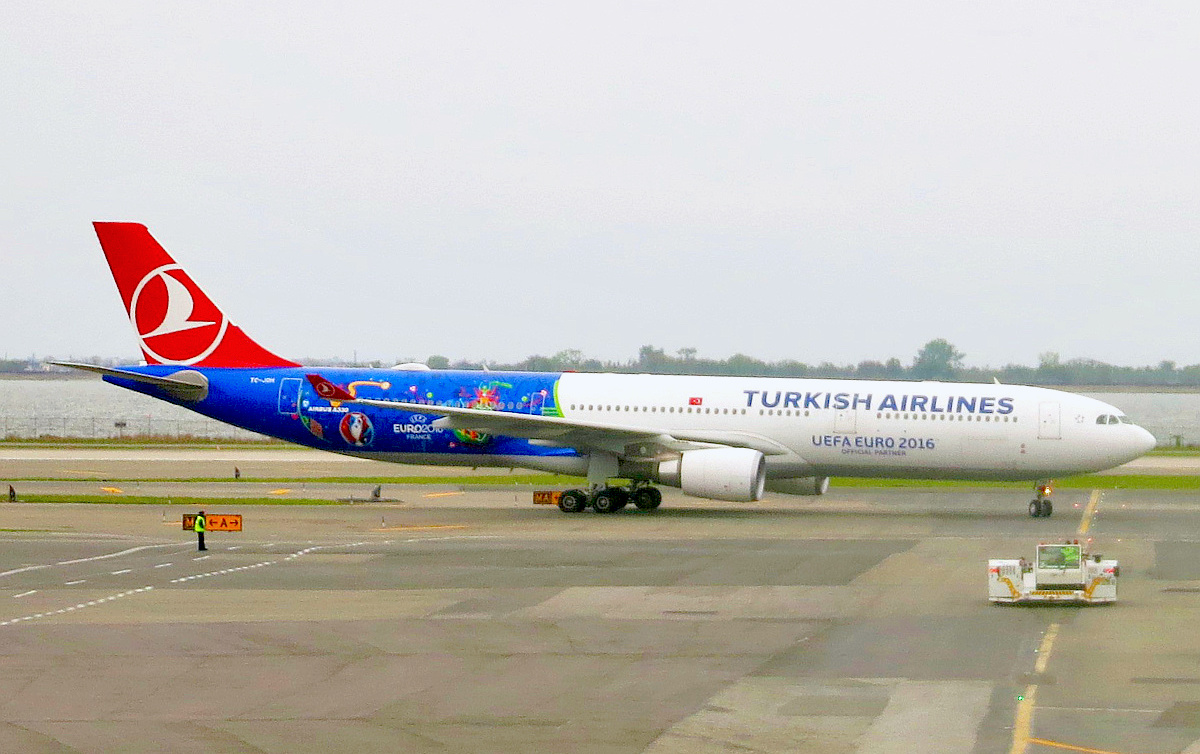
Avión de THY decorado con los emblemas de la UEFA EURO 2016.

#### Patrocinadores globales
- Adidas[42]
- Carlsberg[42]
- Coca-Cola[42]
- Continental AG[42]
- Hisense[42]
- Hyundai[42]
- Kia Motors[42]
- McDonald's[42]
- Orange S.A.[42]
- SOCAR[42]
- Turkish Airlines[42]

Alguna de estas marcas ya habían patrocinado la Copa Mundial de Fútbol de 2014 a excepción de Orange, Carlsberg que fue su último patrocinio en la Eurocopa con el nombre de "Probably" ya que en Francia se maneja una ley sobre el alcohol se puso en vallas publicitarias y similares. Para la Eurocopa 2020 su reemplazo serán Heineken, Gazprom, Hisense y Qatar Airways.

#### Patrocinadores nacionales
- Abritel–HomeAway[43]
- Crédit Agricole[44]
- La Française des Jeux[45]
- La Poste[46]
- PROMAN[47]
- SNCF[48]

### Canción oficial
- El viernes 13 de mayo de 2016, el DJ francés David Guetta lanzó la canción oficial de la competición, «This One's for You», con Zara Larsson.

### Transmisión por televisión
| América | Europa | Resto del mundo |
| --- | --- | --- |
| - Latinoamérica: DIRECTV Sports (Para todos los países de Latinoamérica) - Estados Unidos: ESPN y ESPN Deportes - Canadá: TSN y RDS - México: Televisa y TV Azteca (25 partidos), EA Sports Mx - Argentina: Canal 9 (Interior del país) y El Canal de La Ciudad (Capital Federal y Gran Buenos Aires) - Chile: Chilevisión y Telecanal (29 partidos) - Colombia: Caracol Televisión y RCN Televisión - Brasil: Rede Globo y Rede Bandeirantes - Venezuela: Meridiano TV, TeleAragua y TLT - Ecuador: RTS (26 partidos) - Paraguay: Tigo Sports / Paravisión/Telefuturo y SNT Cerro Corá - Perú: América y ATV - Costa Rica: Repretel - Uruguay: Televisión Nacional de Uruguay - Guatemala: Albavision - Bolivia: Bolivisión (32 partidos) - República Dominicana: Antena 7 · Antena 21 - El Salvador: Canal 4 - Honduras: Televicentro - Panamá: TVMax y RPC Canal 4 - Cuba: Tele Rebelde | - Albania: Top Channel, SuperSport - Alemania: ARD y ZDF - Austria: ORF - Eslovaquia: RTVS - Francia: TF1, BeIN Sports y M6 - España: Telecinco y UEFA.com - Hungría: MTVA - Islandia: Sjónvarp Símans - Irlanda: RTÉ, TV3 - Italia: RAI y Sky Sports - Noruega: NRK y TV 2 - Polonia: TVP y Polsat - Portugal: RTP y Sport TV - Reino Unido: BBC, ITV y S4C - República Checa: ČT - Rumania: Pro TV, Dolce Sport - Rusia: Pervyi Kanal, VGTRK y Match TV - Países Bajos: NOS - Serbia: RTS - Suecia: SVT, TV4 - Suiza: SRG SSR - Turquía: TRT, Digiturk - Ucrania: Ukrayina | - Australia: SBS y BeIN Sports - China: CCTV, Future TV y Mi TV - Corea del Sur: IB Media Net Inc. - Filipinas: ABS-CBN - Hong Kong: beIN Sports, LeEco, now TV - India: Sony SIX - Indonesia: RCTI, Global TV, Indovision - Japón: Sportsnavi, TV Asahi, WOWOW - Malasia: Astro - Sudáfrica: SABC y SuperSport - Tailandia: GMM Grammy |